# Liste der Wappen im Eifelkreis Bitburg-Prüm
Diese Liste beinhaltet – geordnet nach der Verwaltungsgliederung – alle in der Wikipedia gelisteten Wappen des Eifelkreises Bitburg-Prüm in Rheinland-Pfalz. In dieser Liste werden die Wappen mit dem Gemeindelink angezeigt.

## Eifelkreis Bitburg-Prüm

Wappen[1]
Lage in Rheinland-Pfalz
Lage in Deutschland

### Verbandsfreie Stadt

Bitburg, Stadt[2]

### Verbandsgemeinde Arzfeld

Verbandsgemeinde Arzfeld[3]

Arzfeld[4]
Dackscheid[5]
Dahnen[6]
Daleiden[7]
Dasburg[8]
Eilscheid[9]
Eschfeld[10]
Euscheid[11]
Großkampenberg[12]
Hargarten[13]
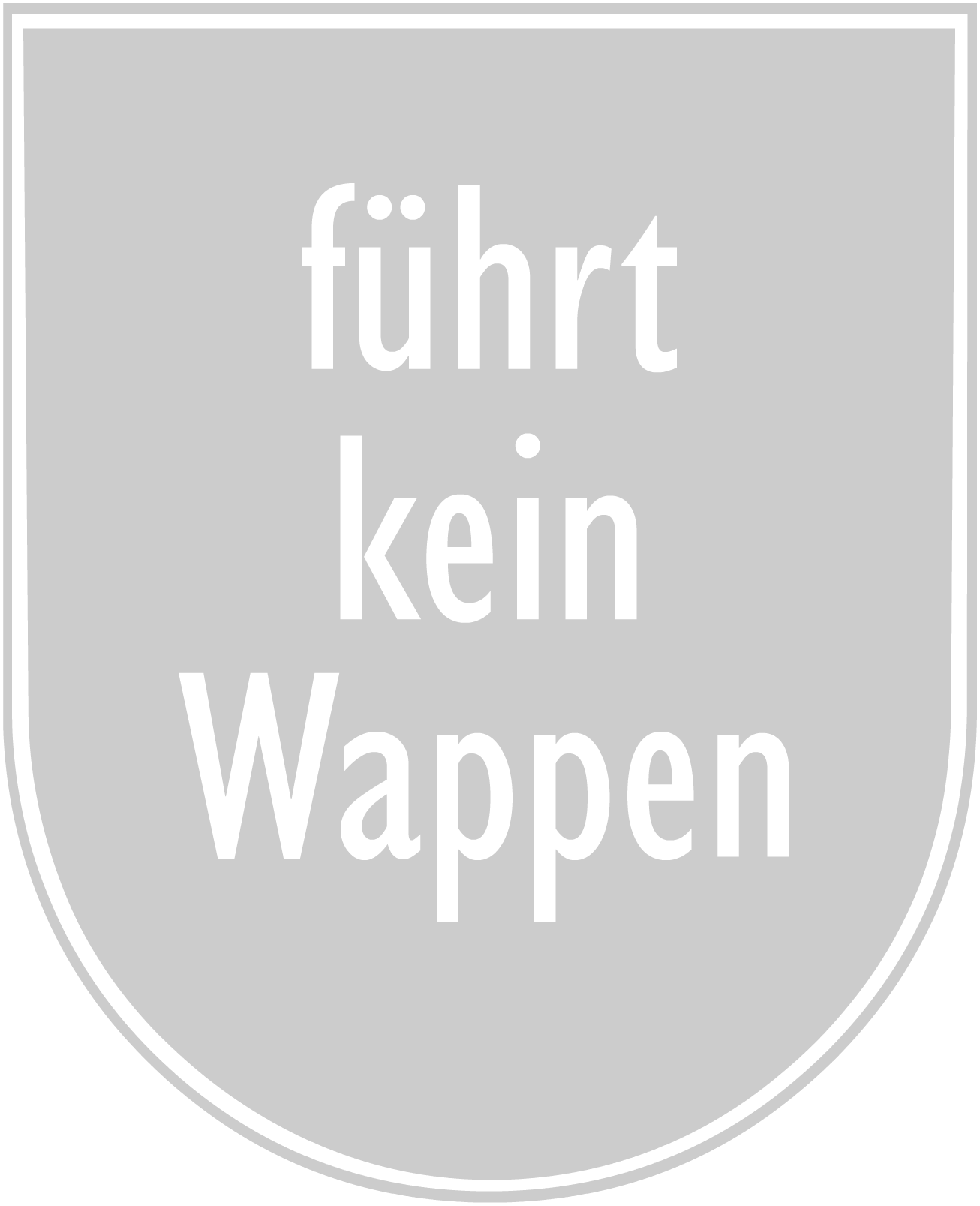
Harspelt
Herzfeld[14]
Irrhausen[15]
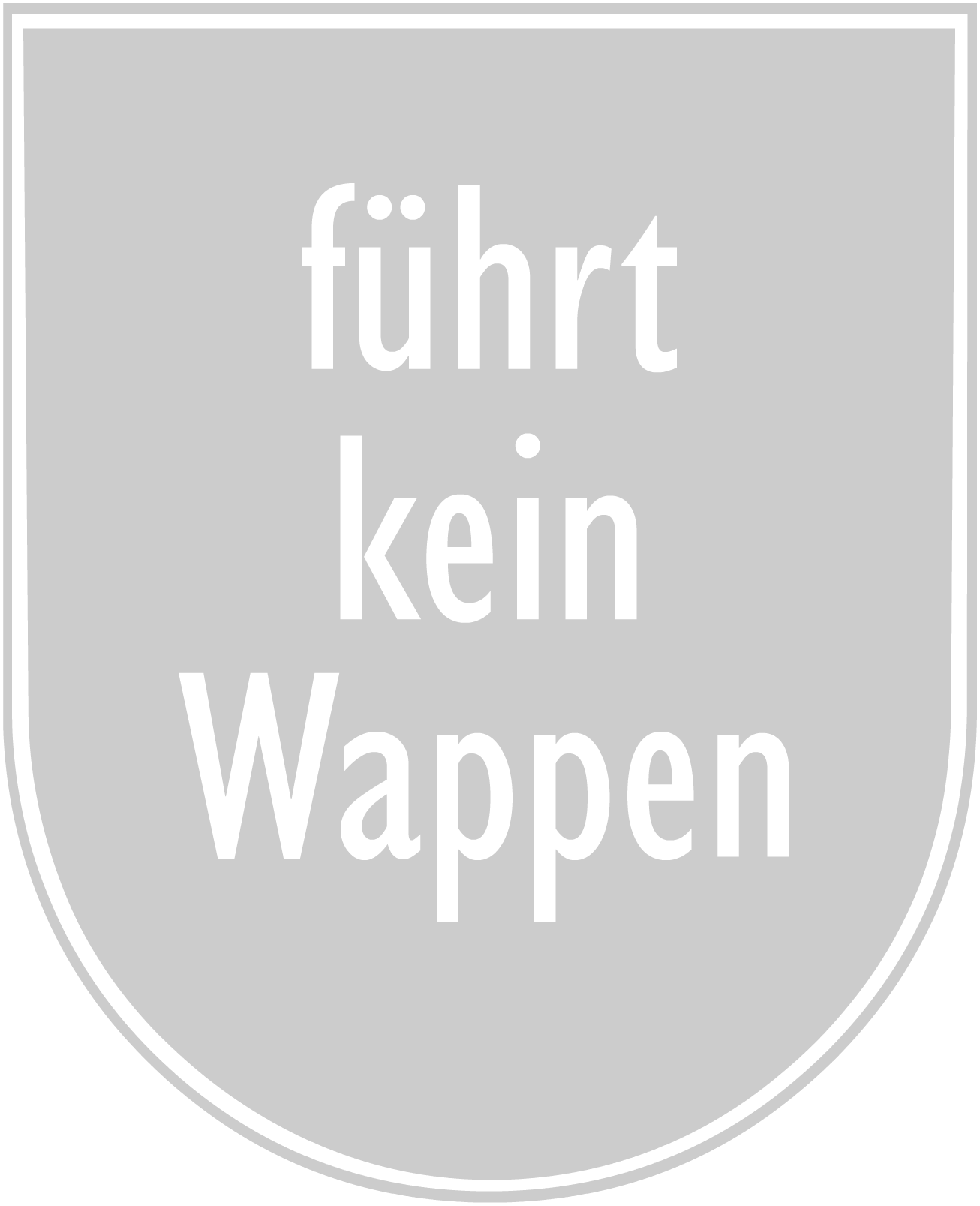
Jucken
Kesfeld[16]
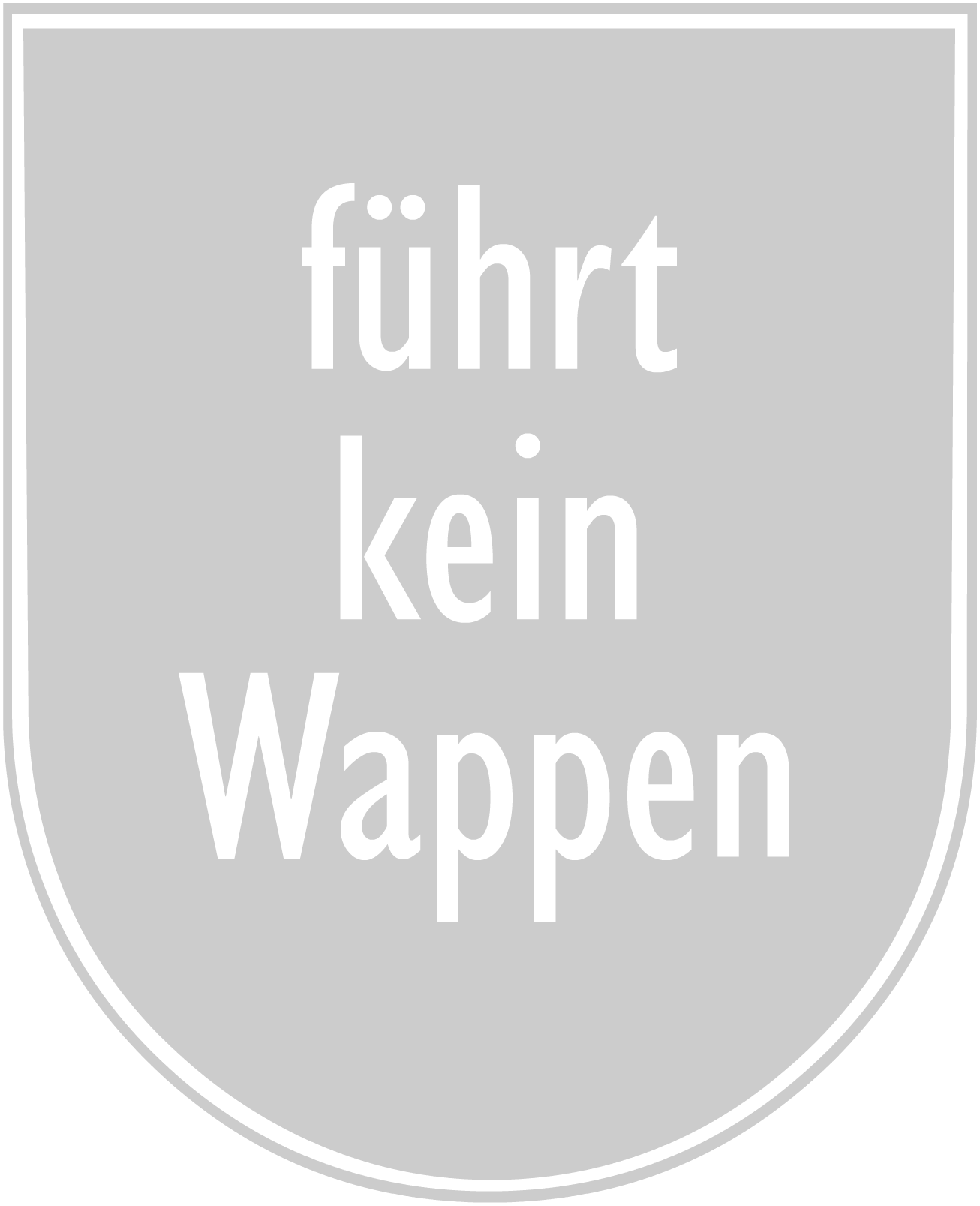
Kickeshausen
Kinzenburg[17]
Krautscheid[18]
Lambertsberg[19]
Lascheid[20]
Lauperath[21]
Leidenborn[22]
Lichtenborn[23]
Lierfeld[24]
Lünebach[25]
Lützkampen[26]
Manderscheid[27]
Mauel[28]
Merlscheid[29]
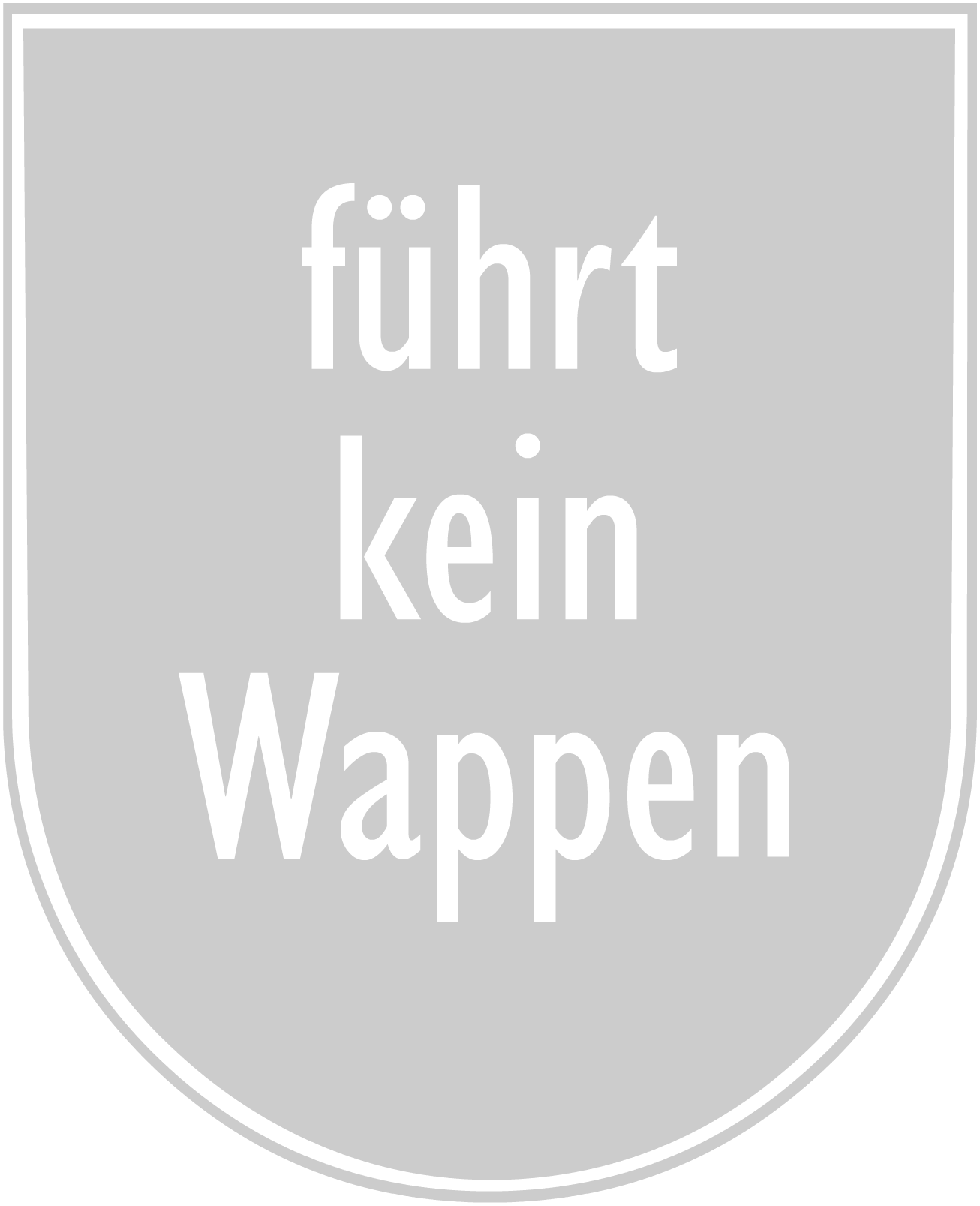
Niederpierscheid
Oberpierscheid[30]
Olmscheid[31]
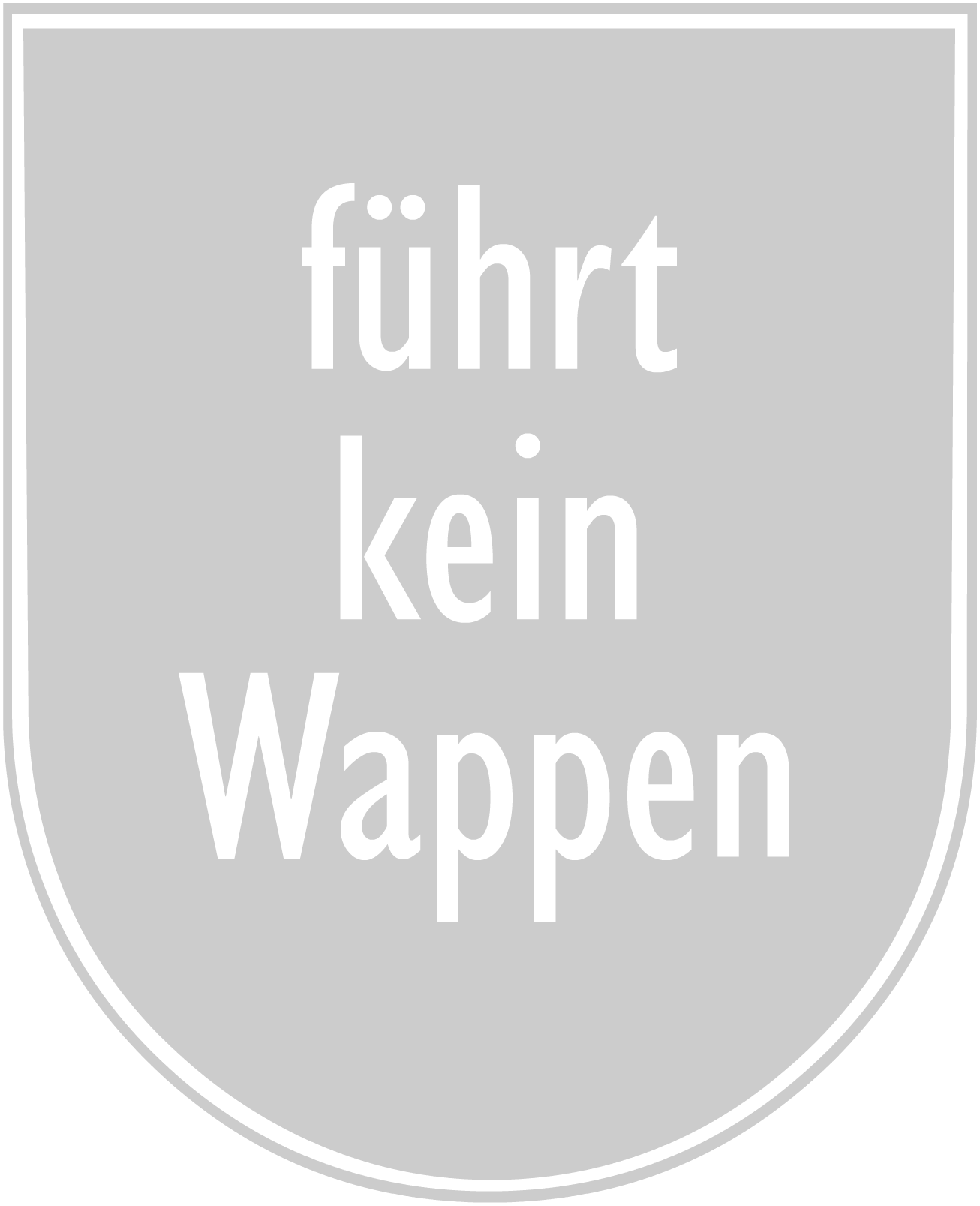
Pintesfeld
Plütscheid[32]
Preischeid[33]
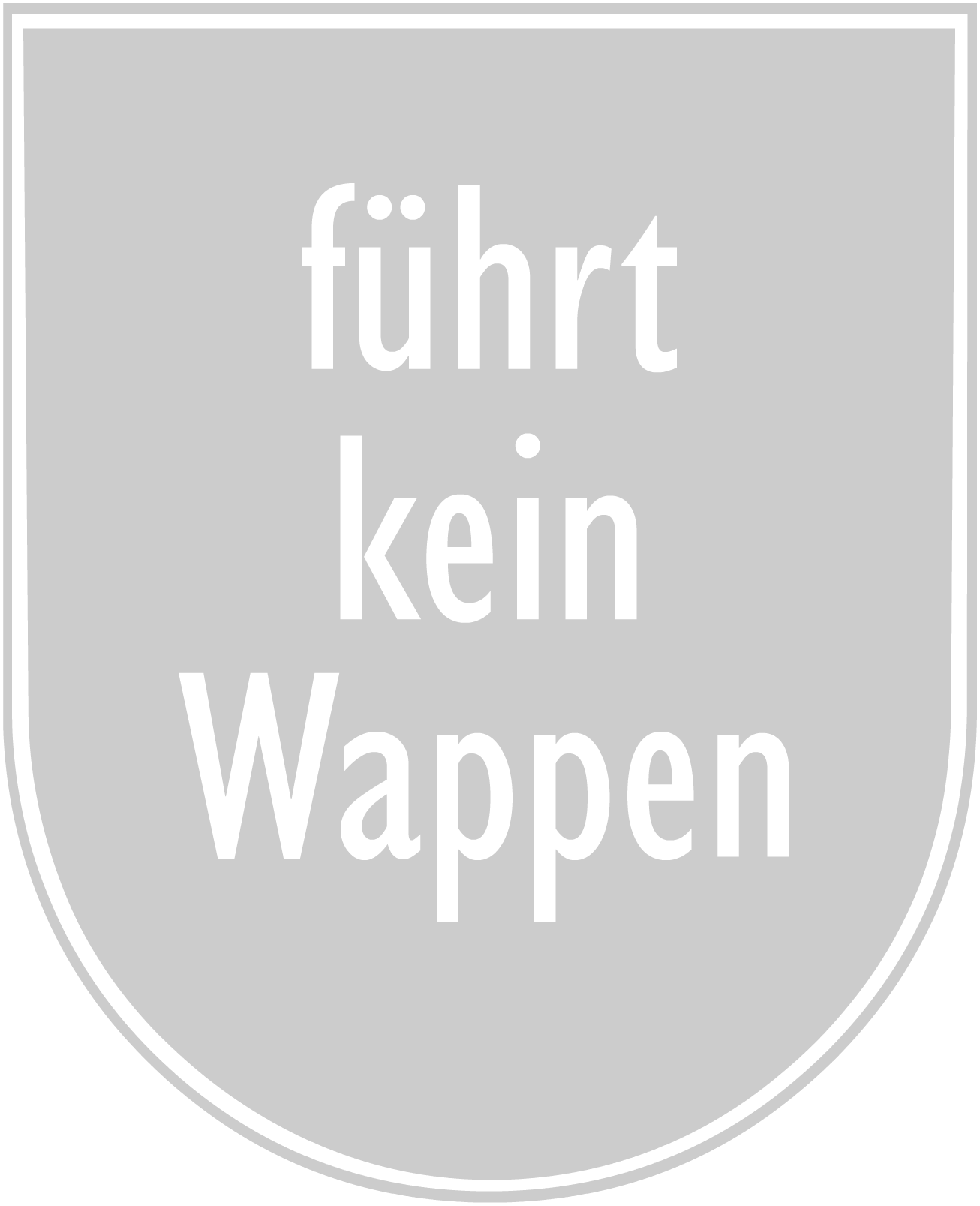
Reiff
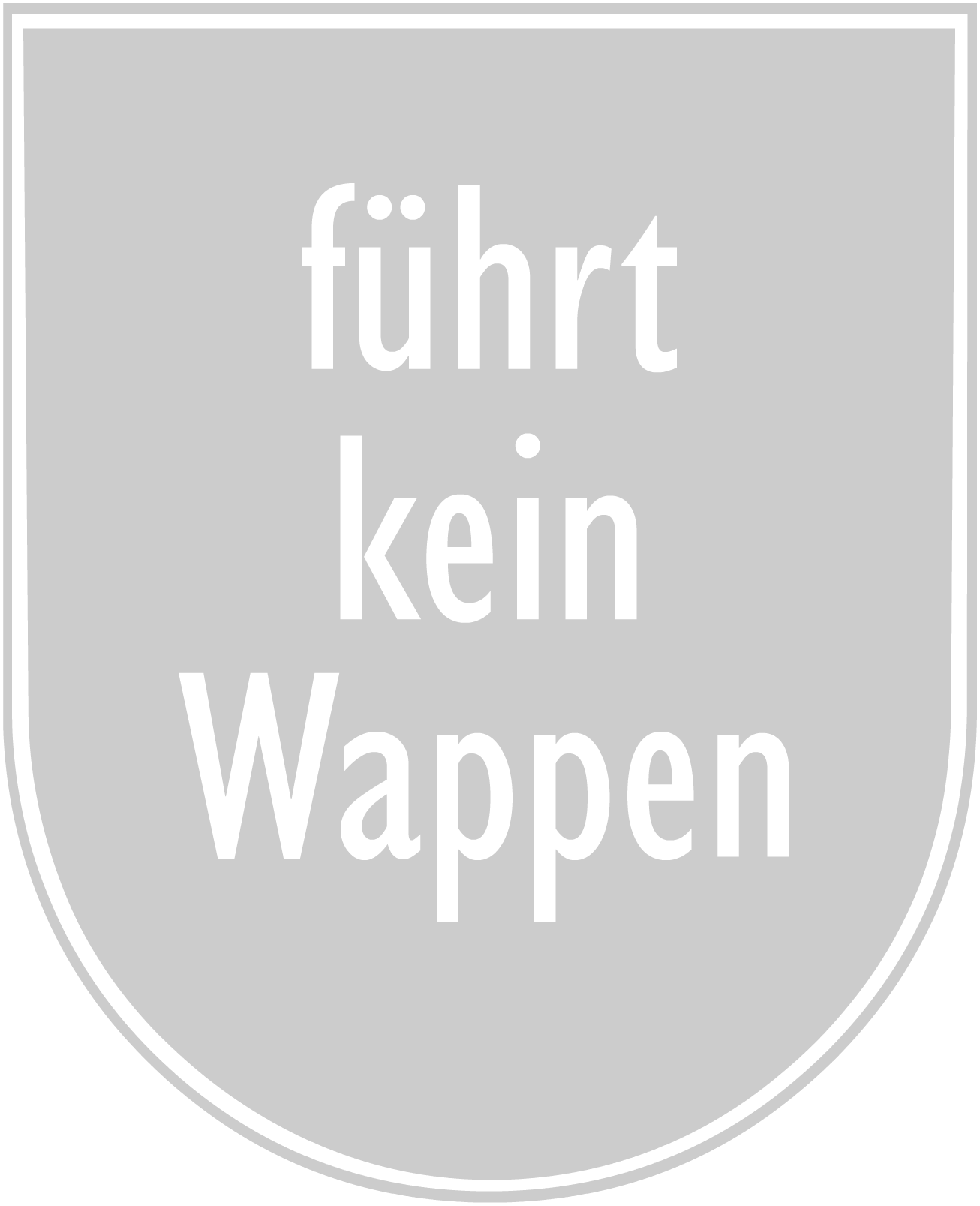
Reipeldingen
Roscheid[34]
Sengerich[35]
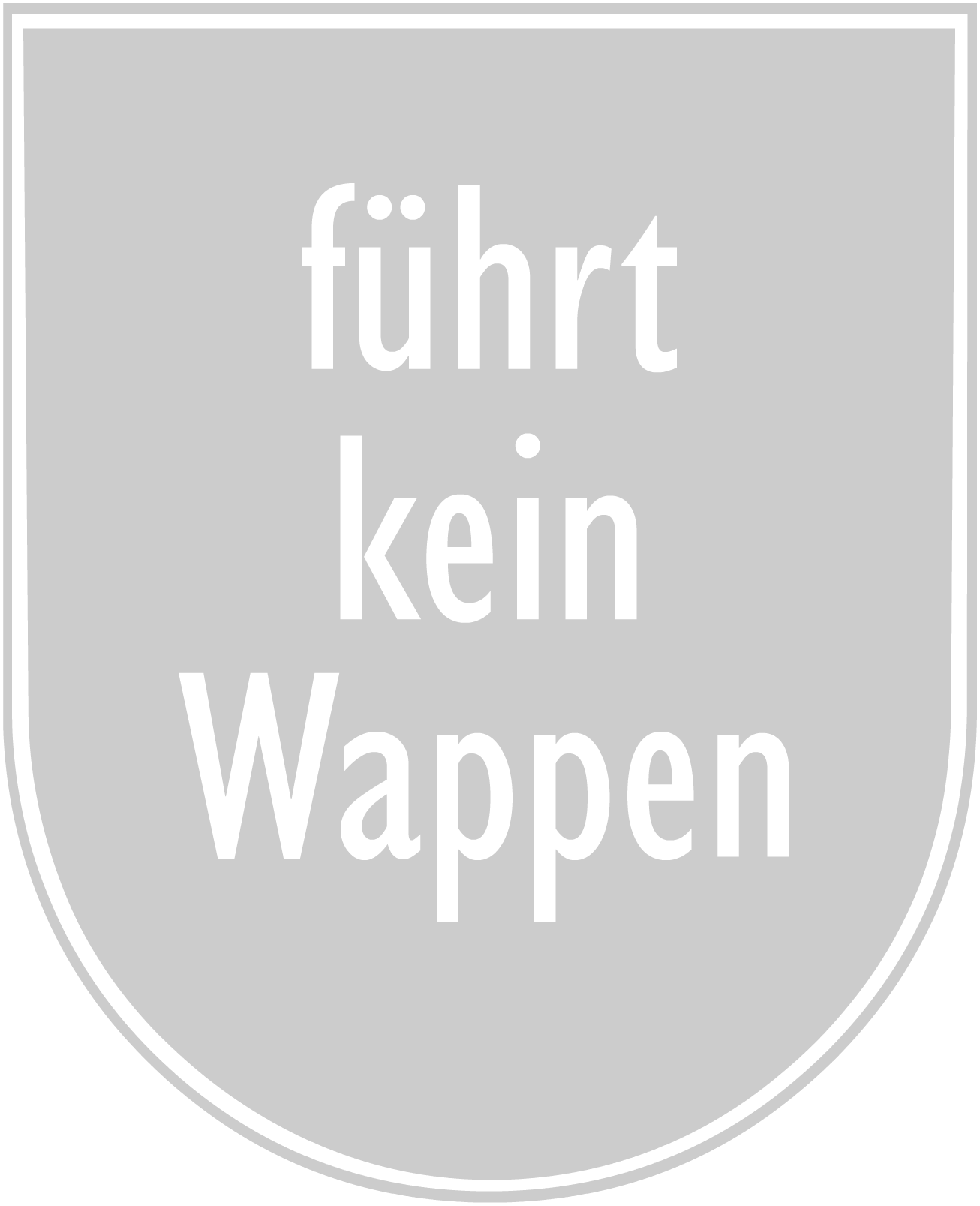
Sevenig (Our)
Strickscheid[36]
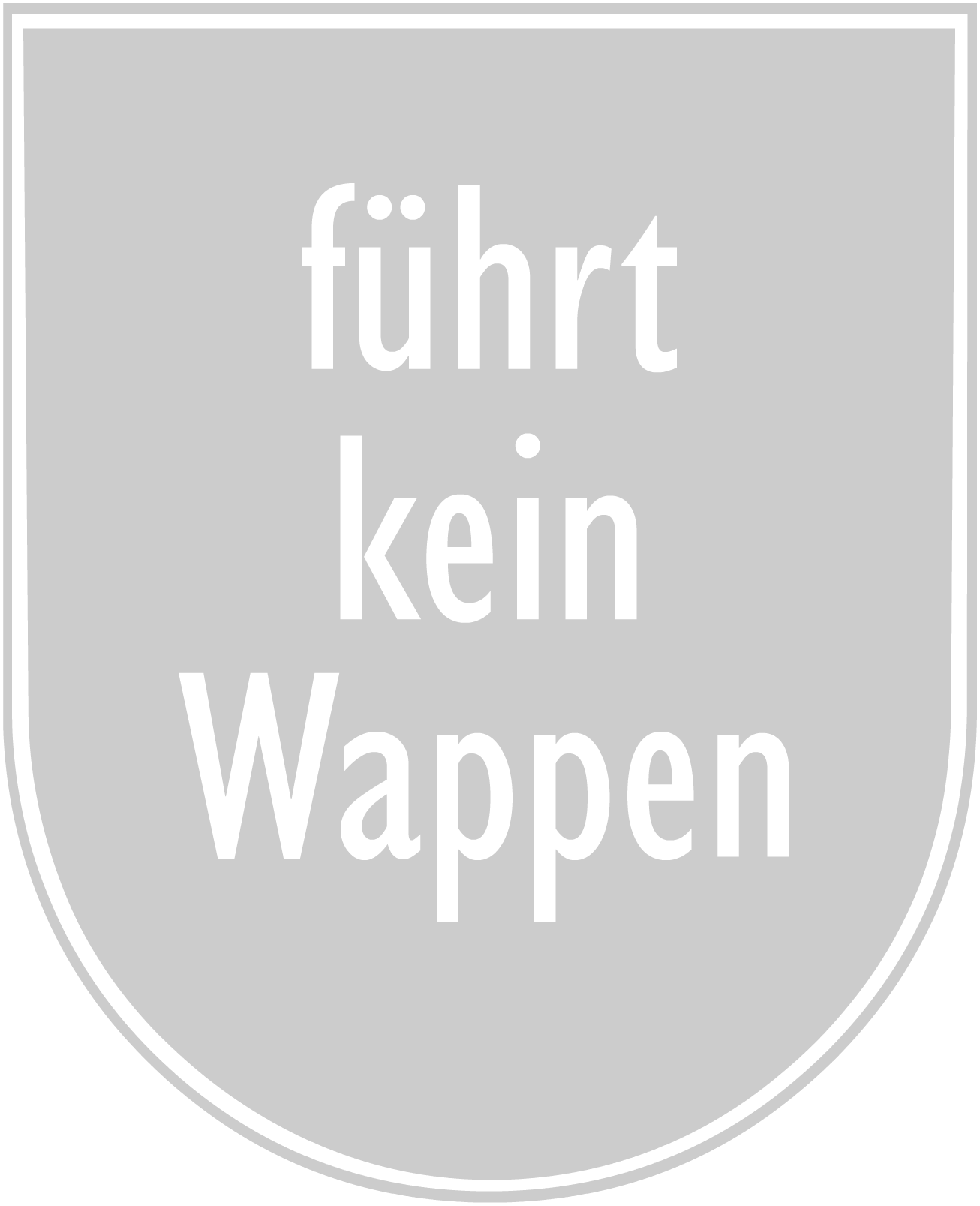
Üttfeld
Waxweiler[37]

### Verbandsgemeinde Bitburger Land

Verbandsgemeinde Bitburger Land[38]

Badem[39]
Balesfeld[40]
Baustert[41]
Bettingen[42]
Bickendorf[43]
Biersdorf am See[44]
Birtlingen[45]
Brecht[46]
Brimingen[47]
Burbach[48]
Dahlem[49]
Dockendorf[50]
Dudeldorf[51]
Echtershausen
Ehlenz
Enzen[52]
Eßlingen[53]
Etteldorf[54]
Feilsdorf
Fließem[55]
Gindorf[56]
Gondorf
Gransdorf[57]
Halsdorf[58]
Hamm (Eifel)
Heilenbach
Hütterscheid[59]
Hüttingen an der Kyll
Idenheim
Idesheim
Ingendorf
Stadt Kyllburg[60]
Kyllburgweiler[61]
Ließem
Malberg[62]
Malbergweich[63]
Meckel[64]
Messerich[65]
Metterich
Mülbach[66]
Nattenheim[67]
Neidenbach[68]
Neuheilenbach[69]
Niederstedem
Niederweiler[70]
Oberkail[71]
Oberstedem
Oberweiler[72]
Oberweis
Olsdorf[73]
Orsfeld[74]
Pickließem[75]
Rittersdorf[76]
Röhl
Sankt Thomas[77]
Scharfbillig
Schleid
Seffern
Sefferweich
Seinsfeld[78]
Steinborn[79]
Stockem
Sülm[80]
Trimport
Usch[81]
Wettlingen
Wiersdorf (Eifel)
Wilsecker[82]
Wißmannsdorf
Wolsfeld[83]
Zendscheid[84]

### Verbandsgemeinde Prüm

Verbandsgemeinde Prüm[85]

Auw bei Prüm[86]
Bleialf
Brandscheid[87]
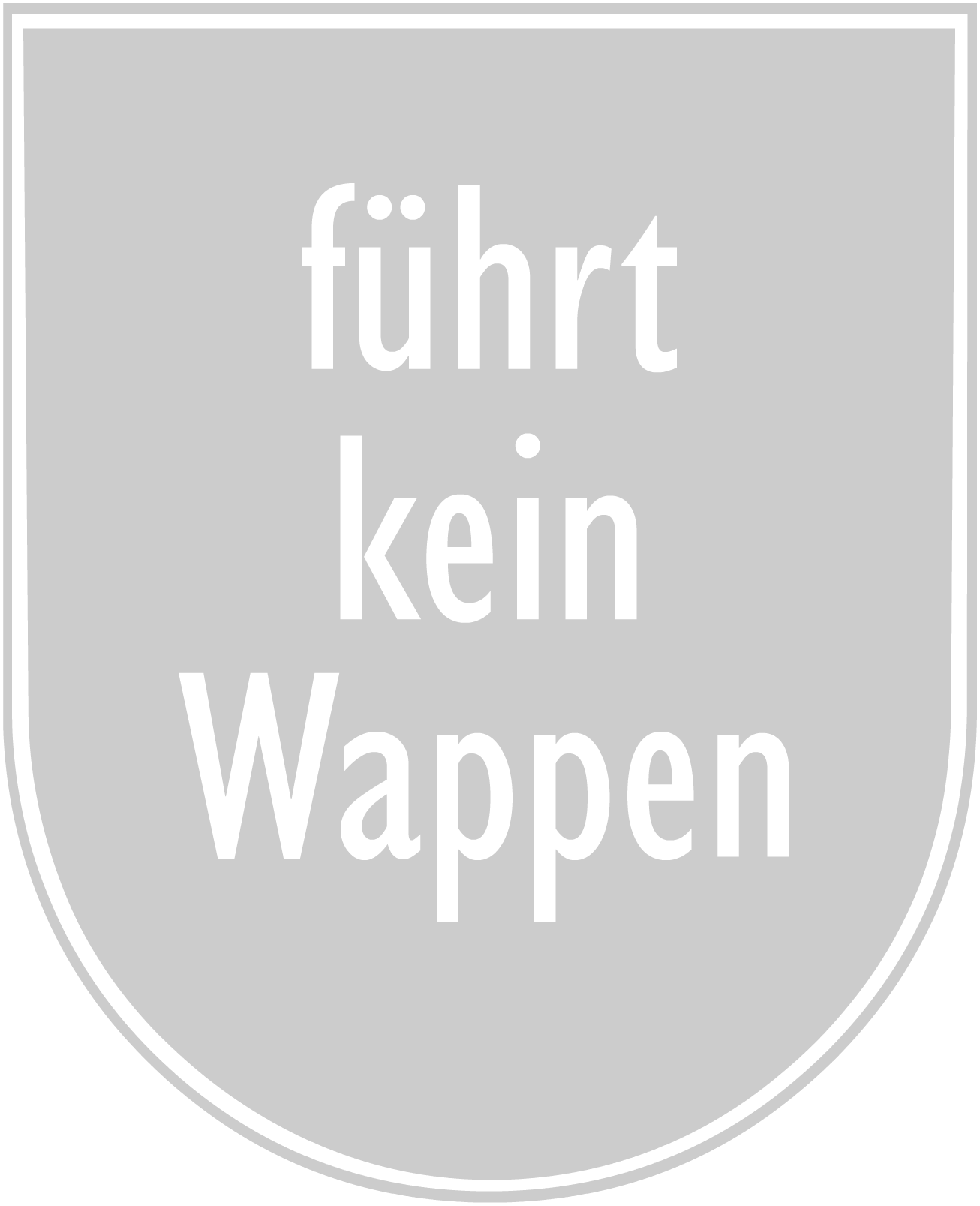
Buchet
Büdesheim[88]
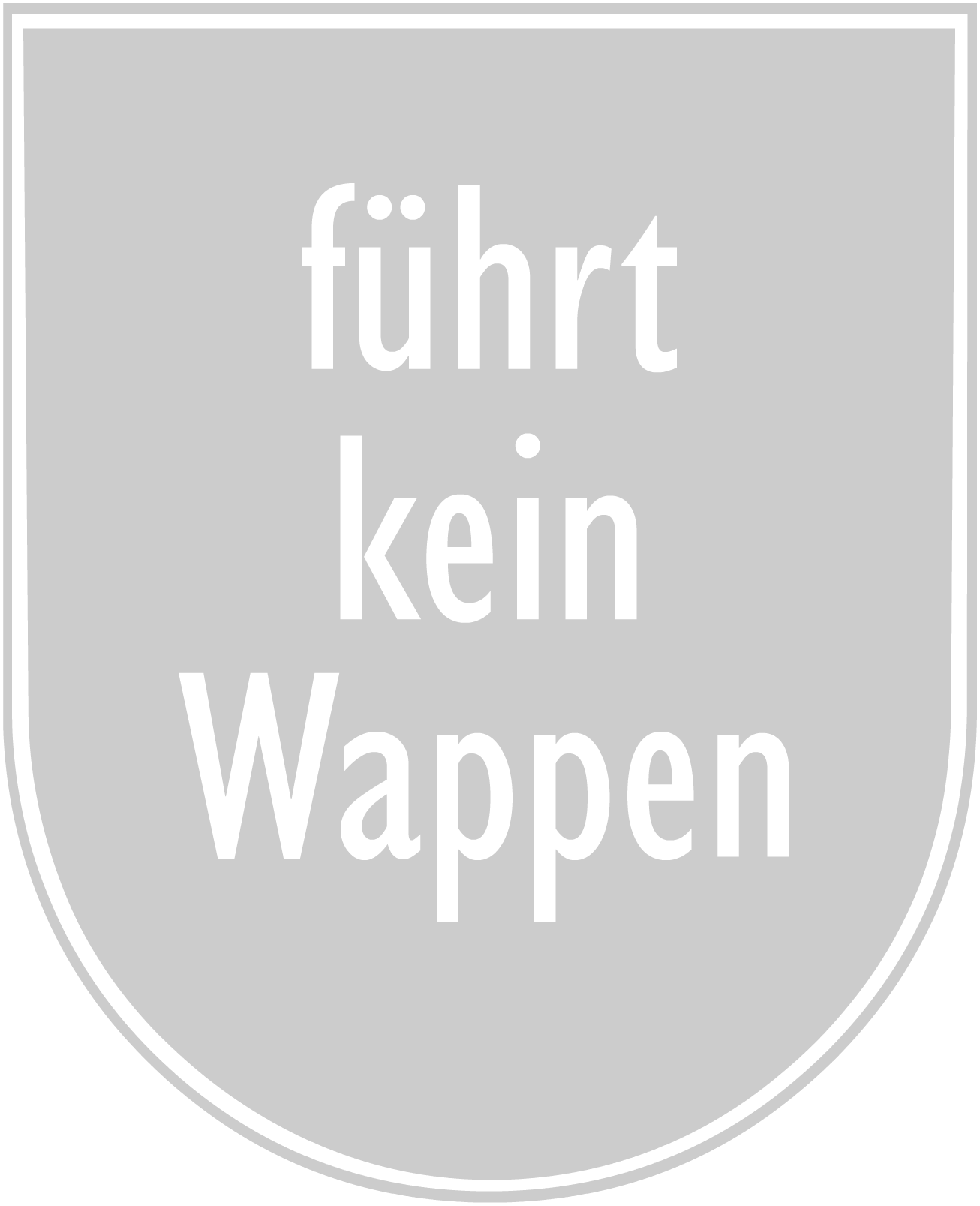
Dingdorf
Feuerscheid[89]
Fleringen[90]
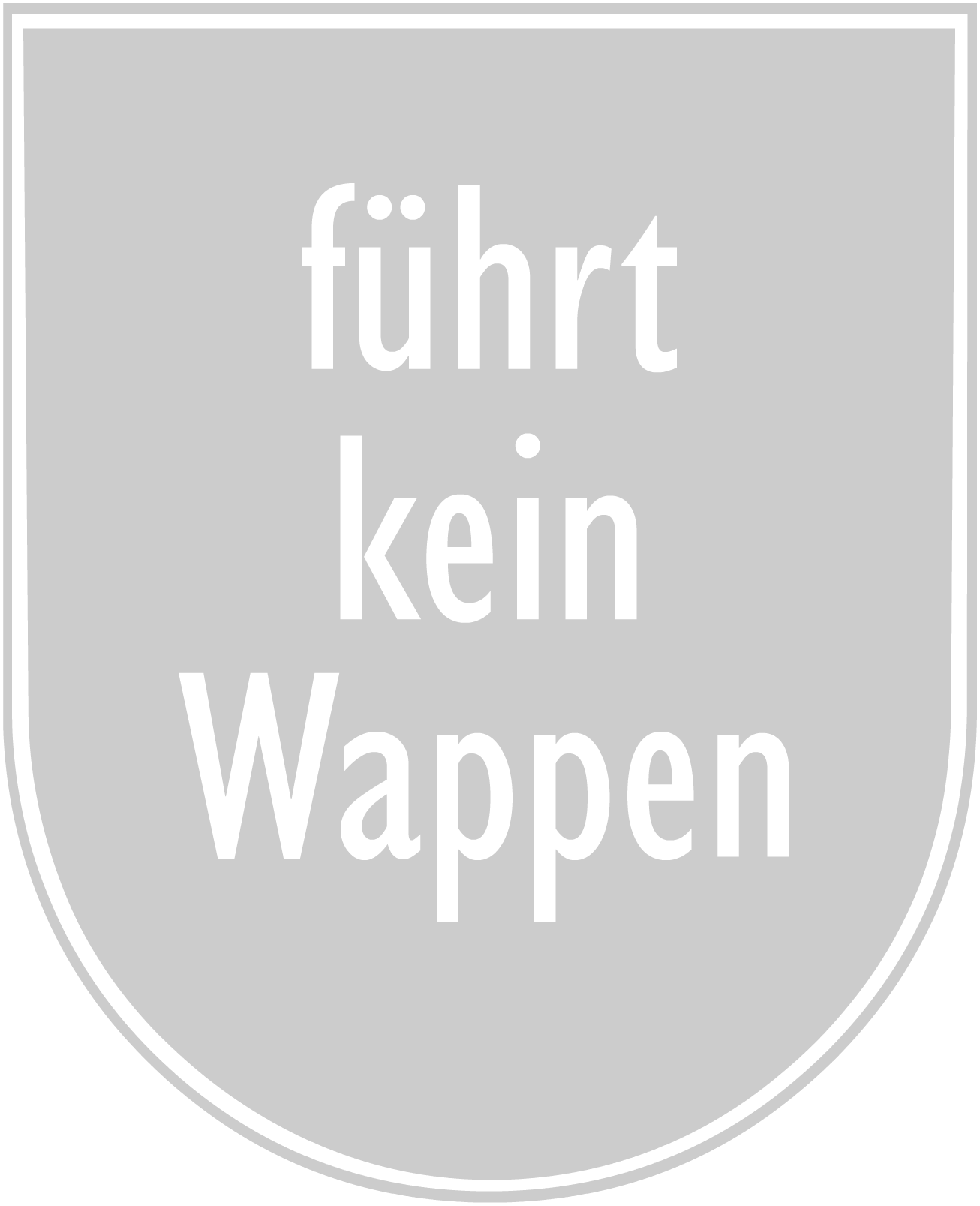
Giesdorf
Gondenbrett[91]
Großlangenfeld[92]
Habscheid[93]
Heckhuscheid[94]
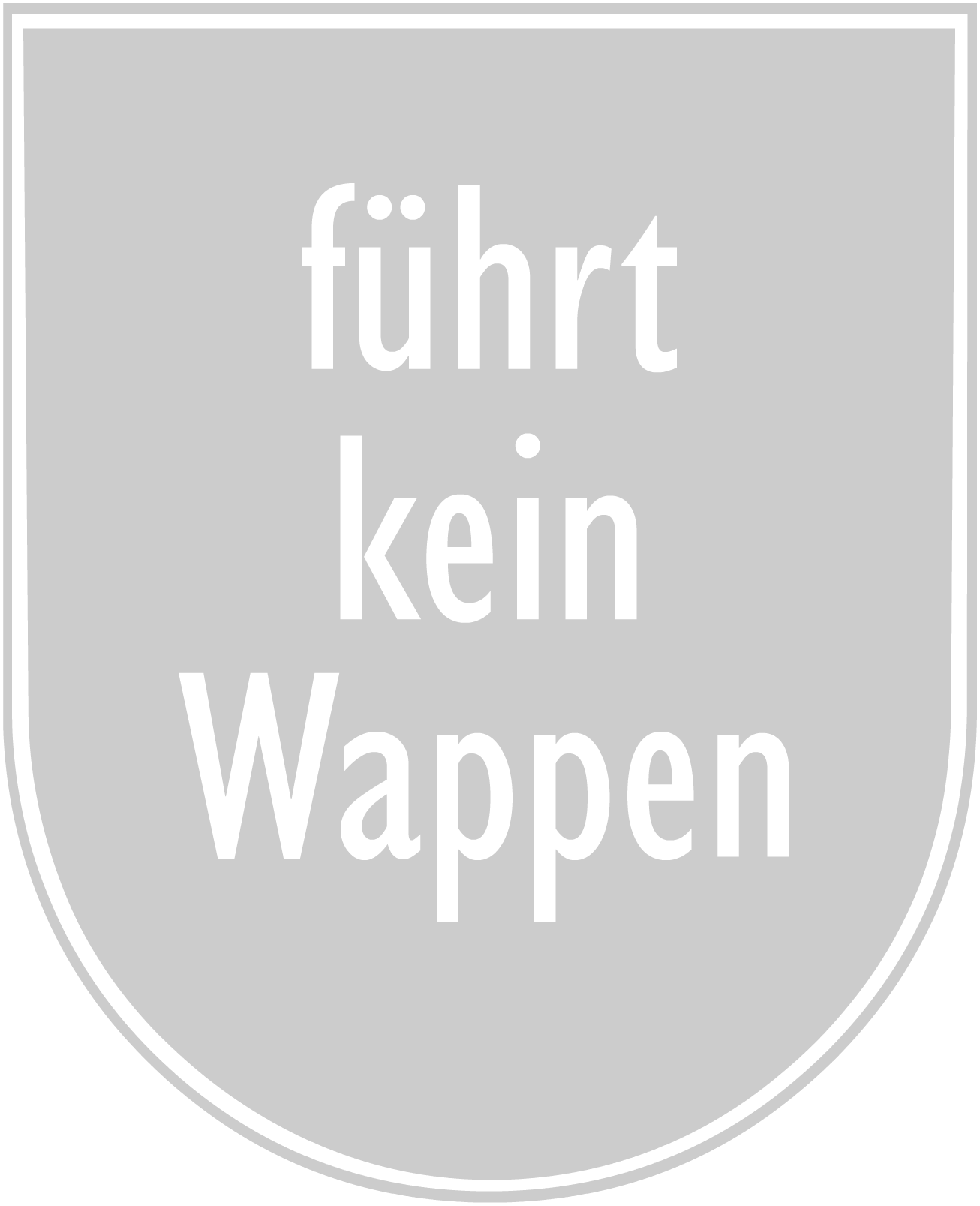
Heisdorf
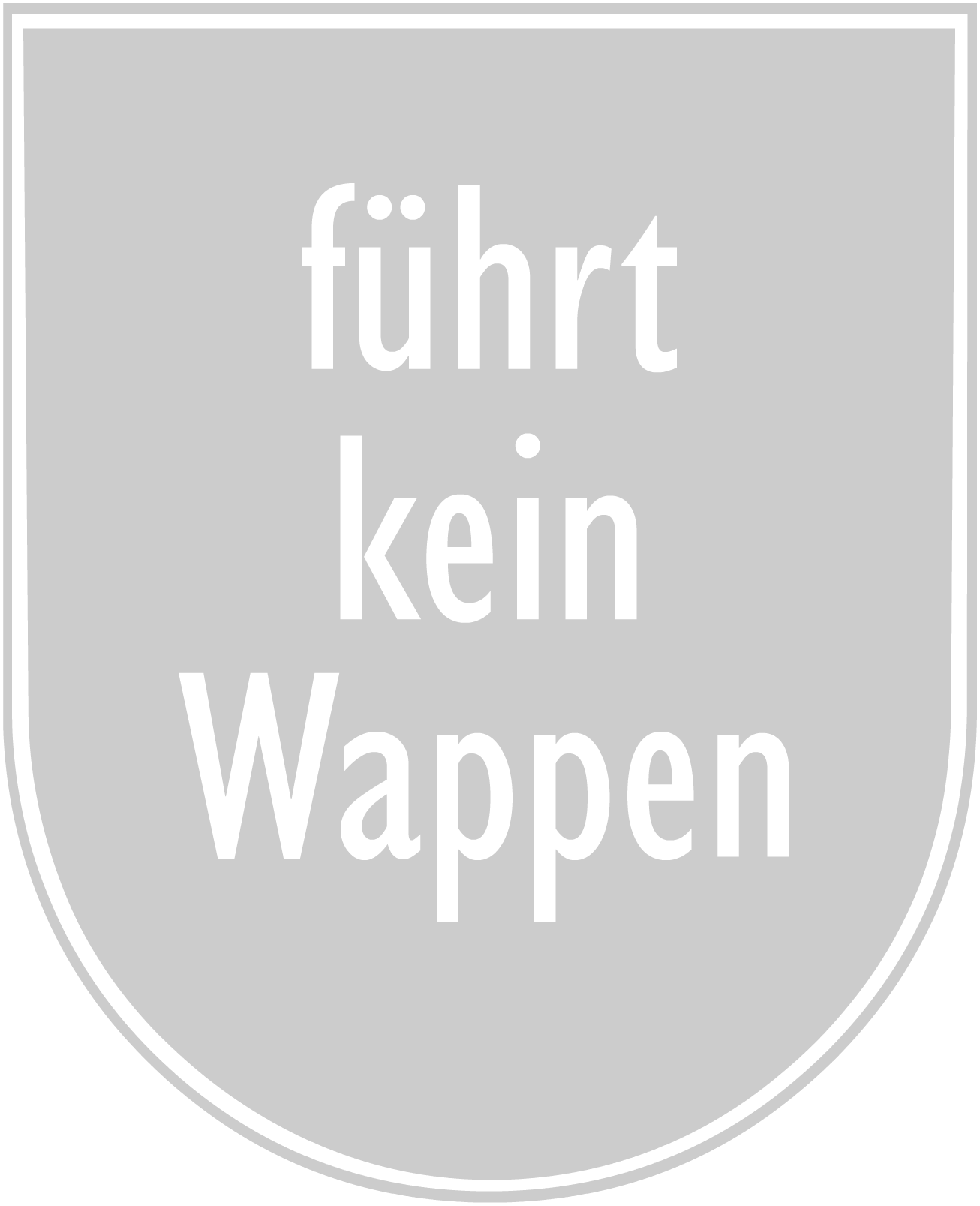
Hersdorf
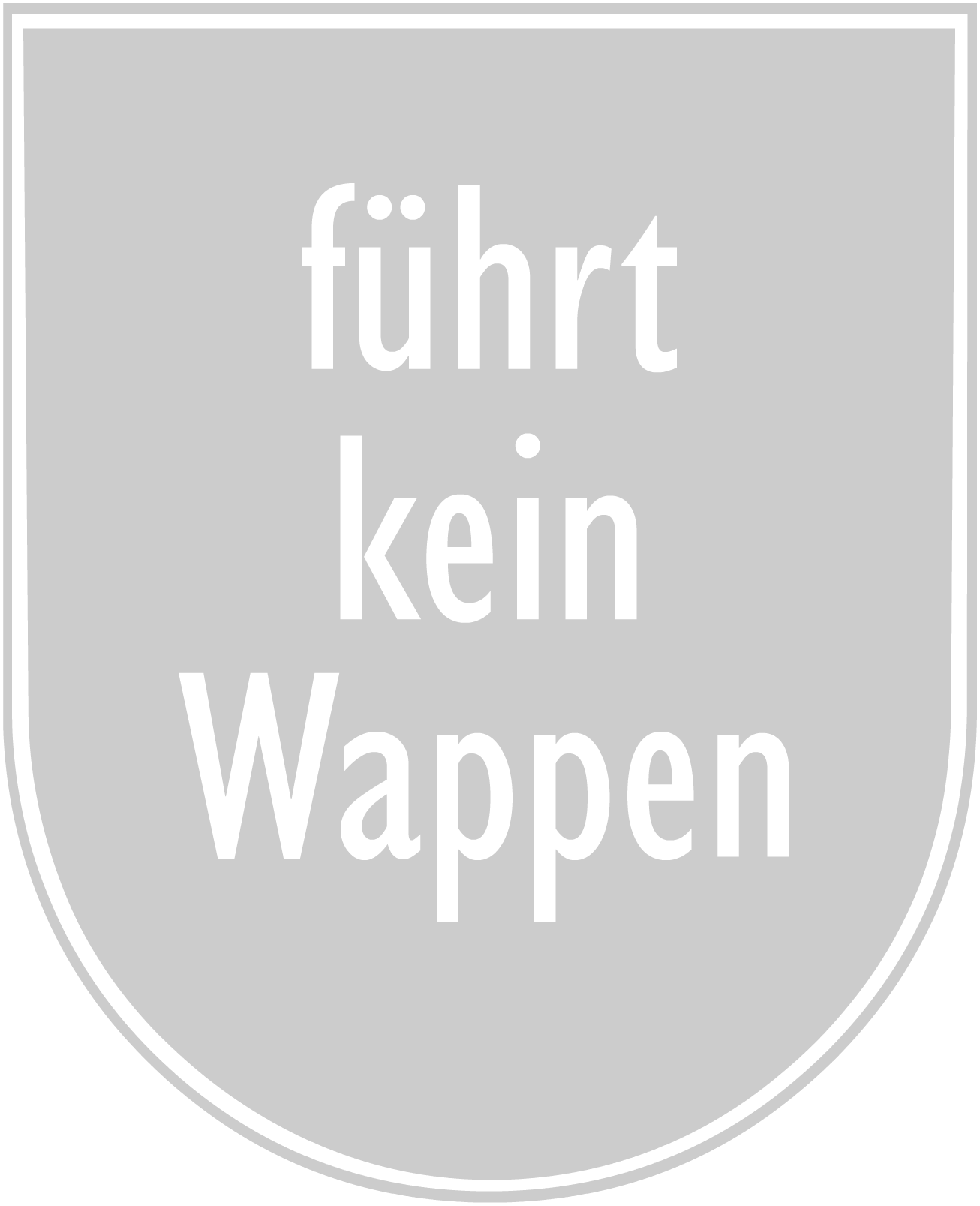
Kleinlangenfeld
Lasel[95]
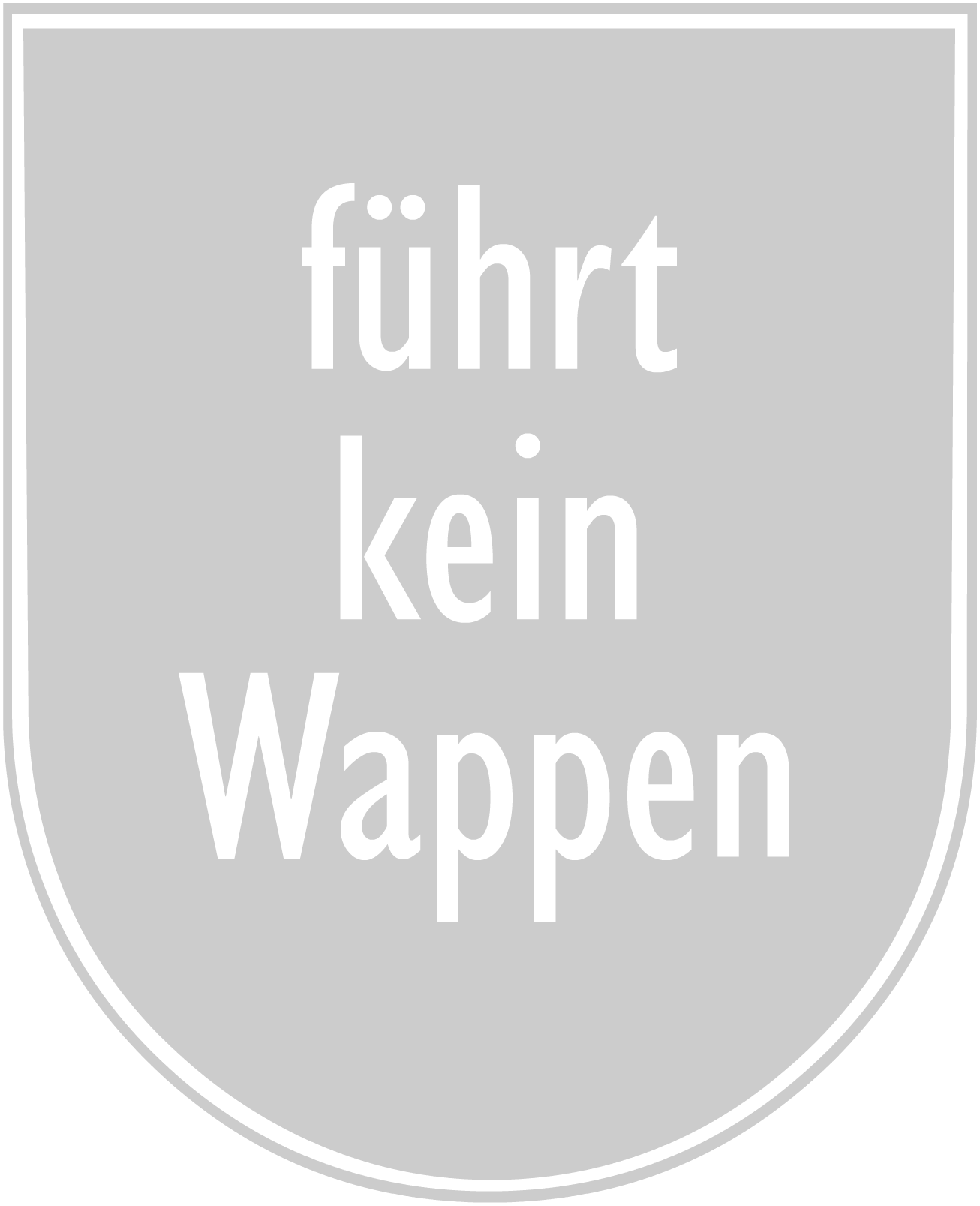
Masthorn
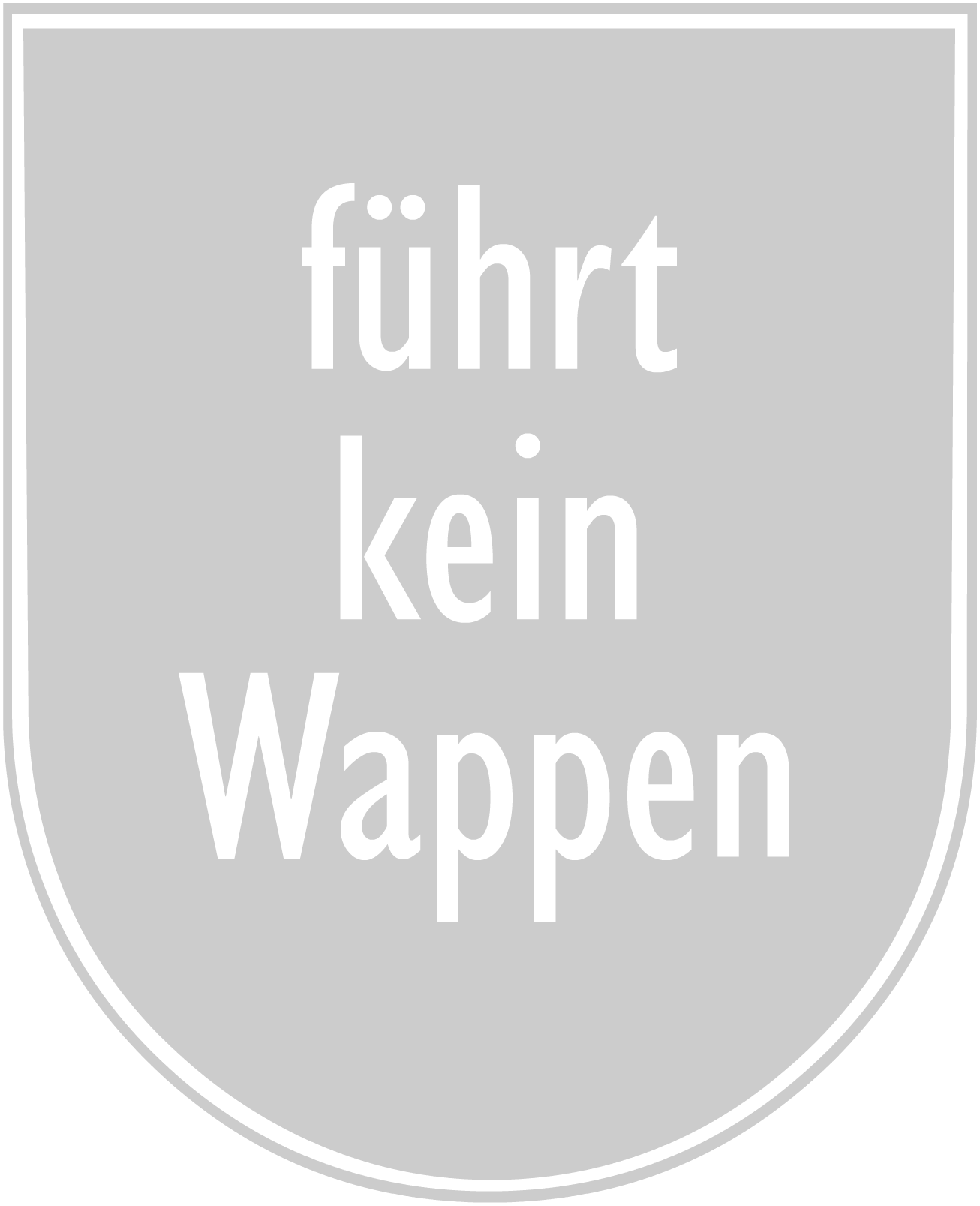
Matzerath
Mützenich
Neuendorf[96]
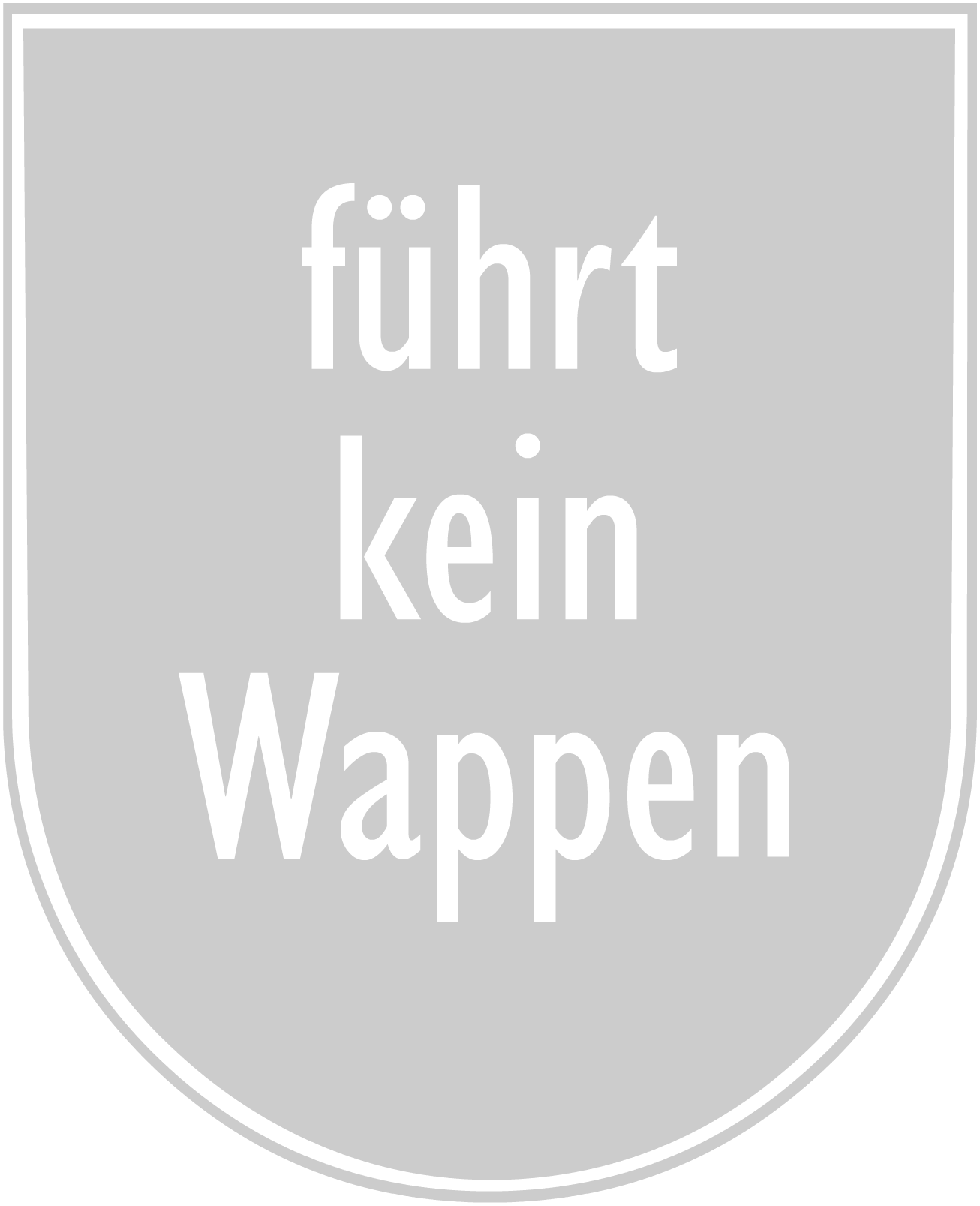
Niederlauch
Nimshuscheid[97]
Nimsreuland[98]
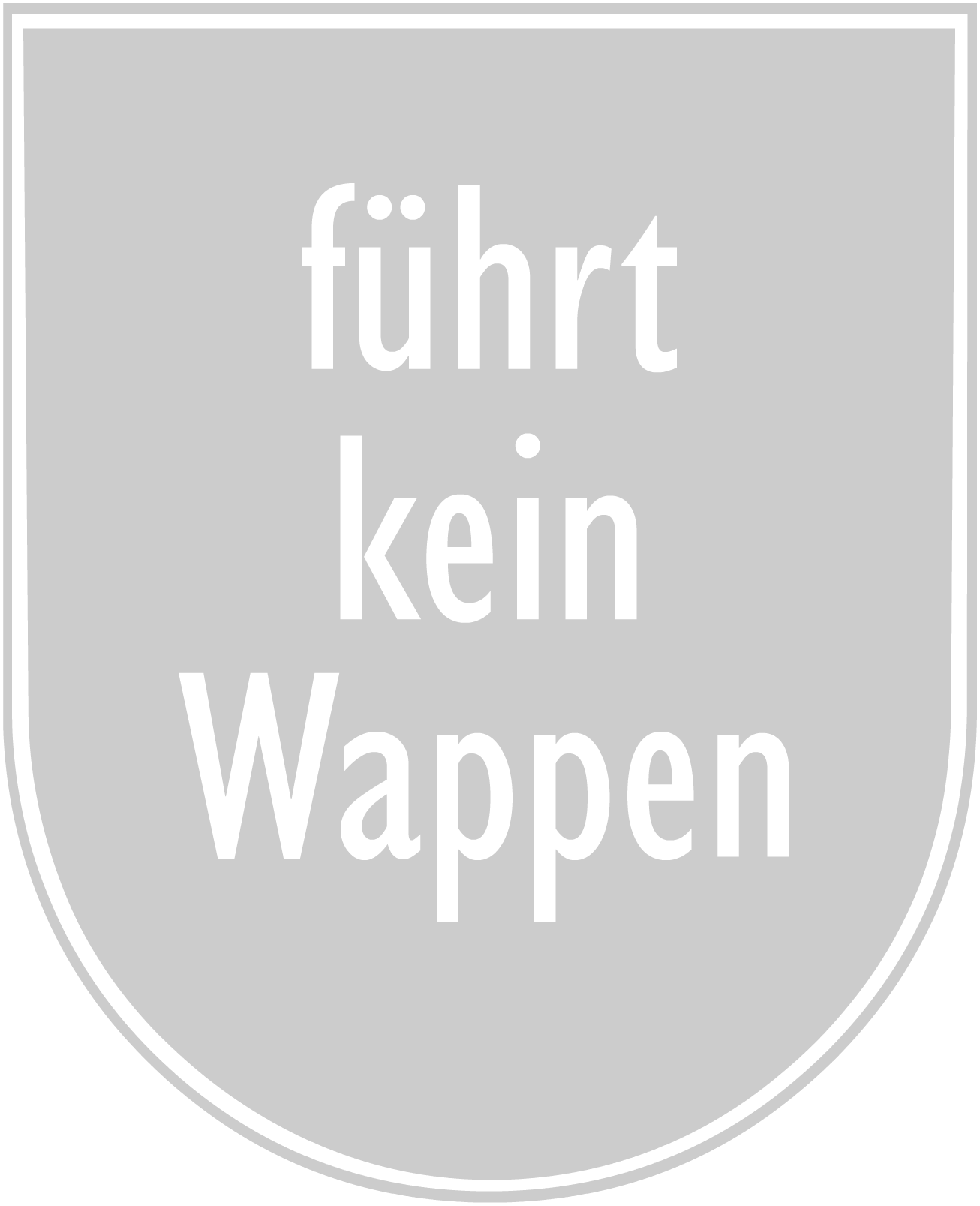
Oberlascheid
Oberlauch[99]
Olzheim[100]
Orlenbach
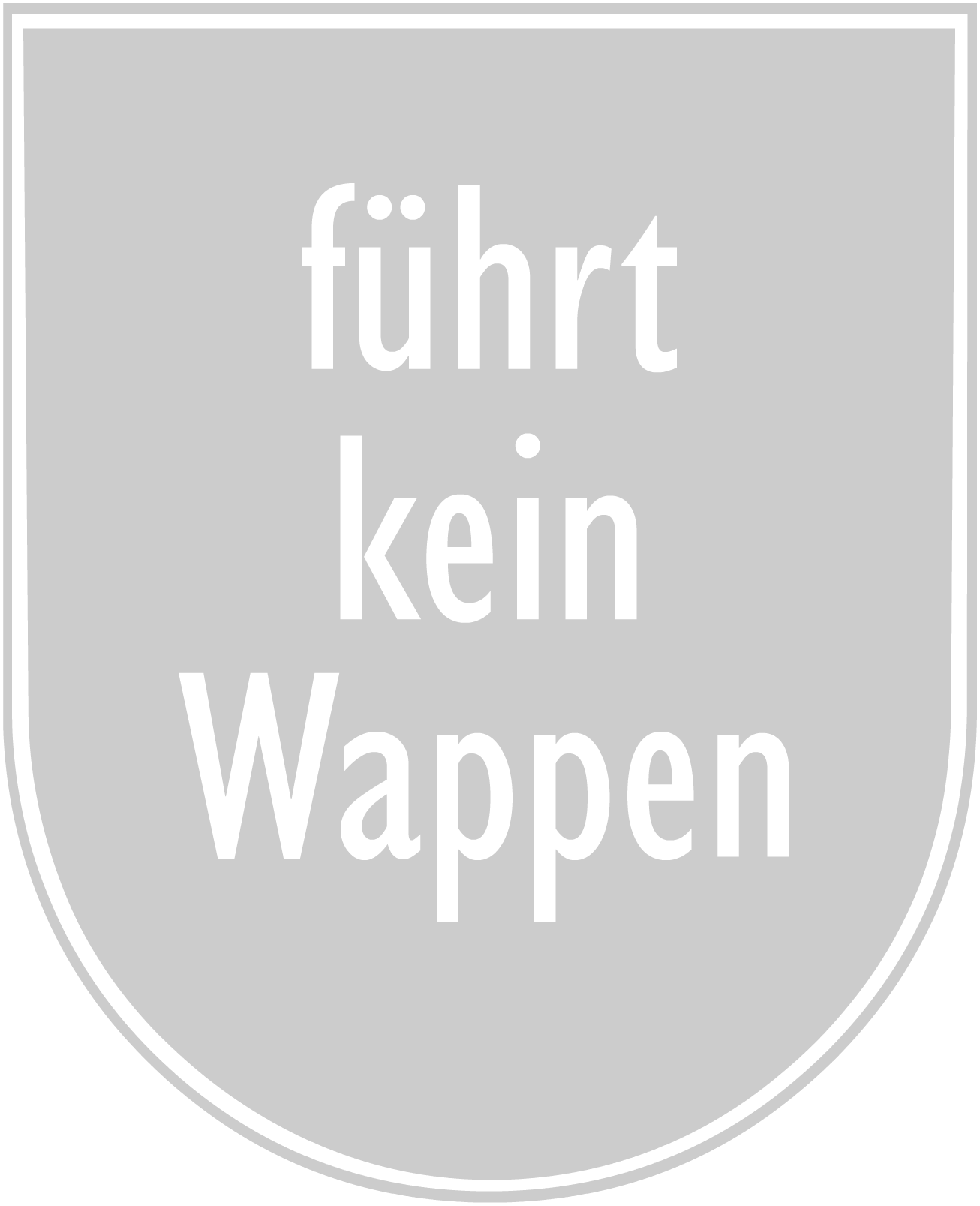
Pittenbach
Pronsfeld[101]
Prüm, Stadt[102]
Rommersheim[103]
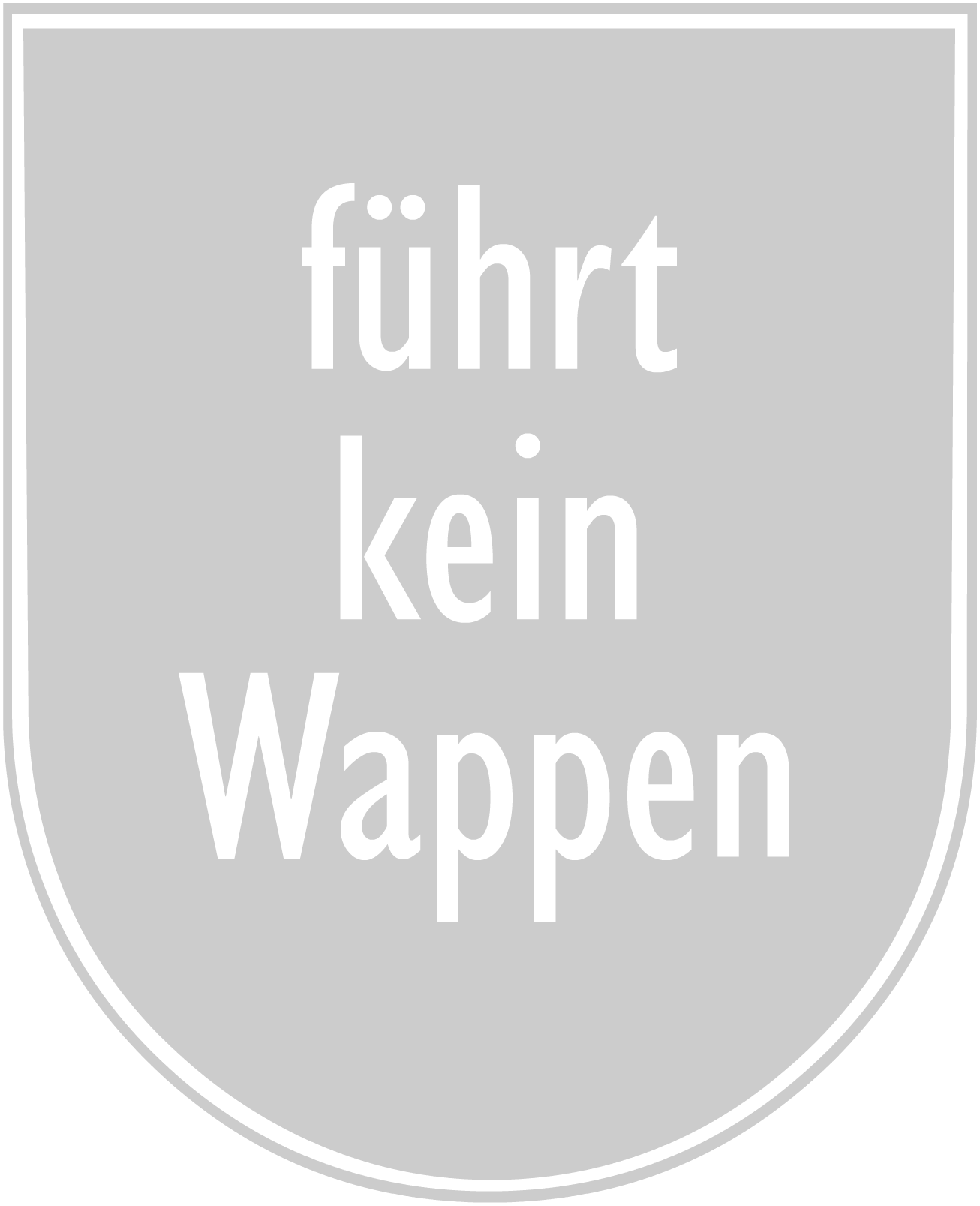
Roth bei Prüm
Schönecken[104]
Schwirzheim[105]
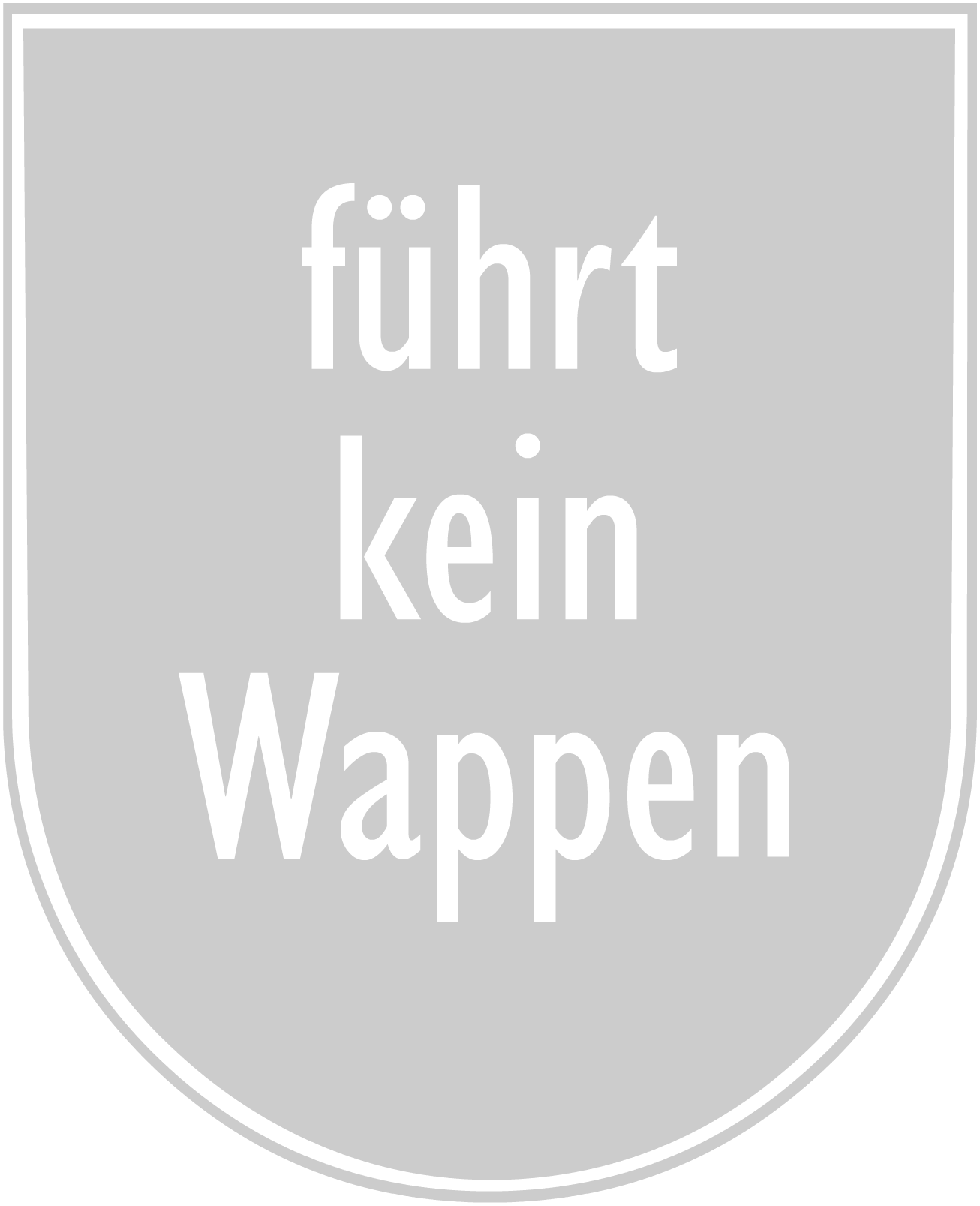
Seiwerath
Sellerich[106]
Wallersheim[107]
Watzerath[108]
Wawern[109]
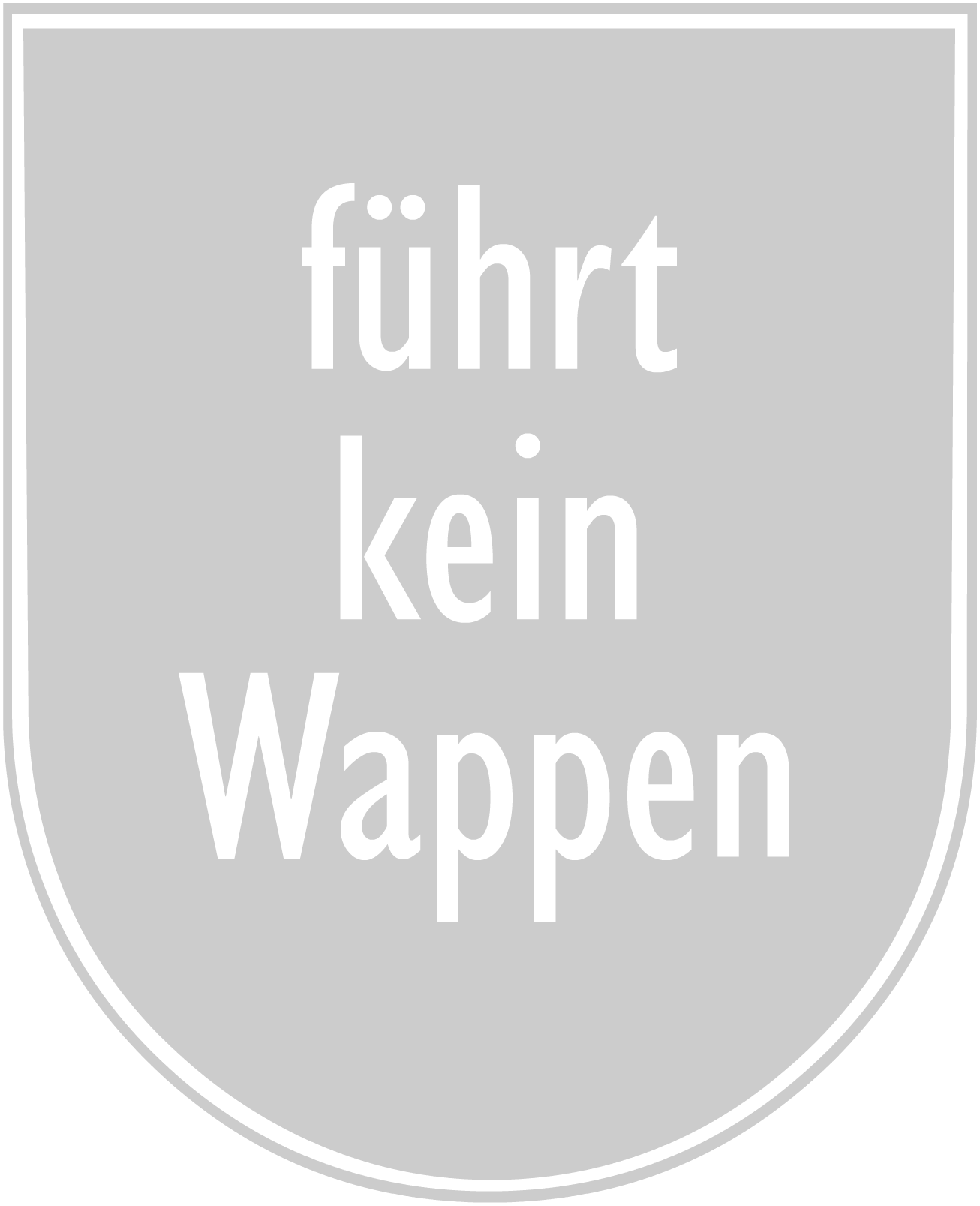
Weinsheim
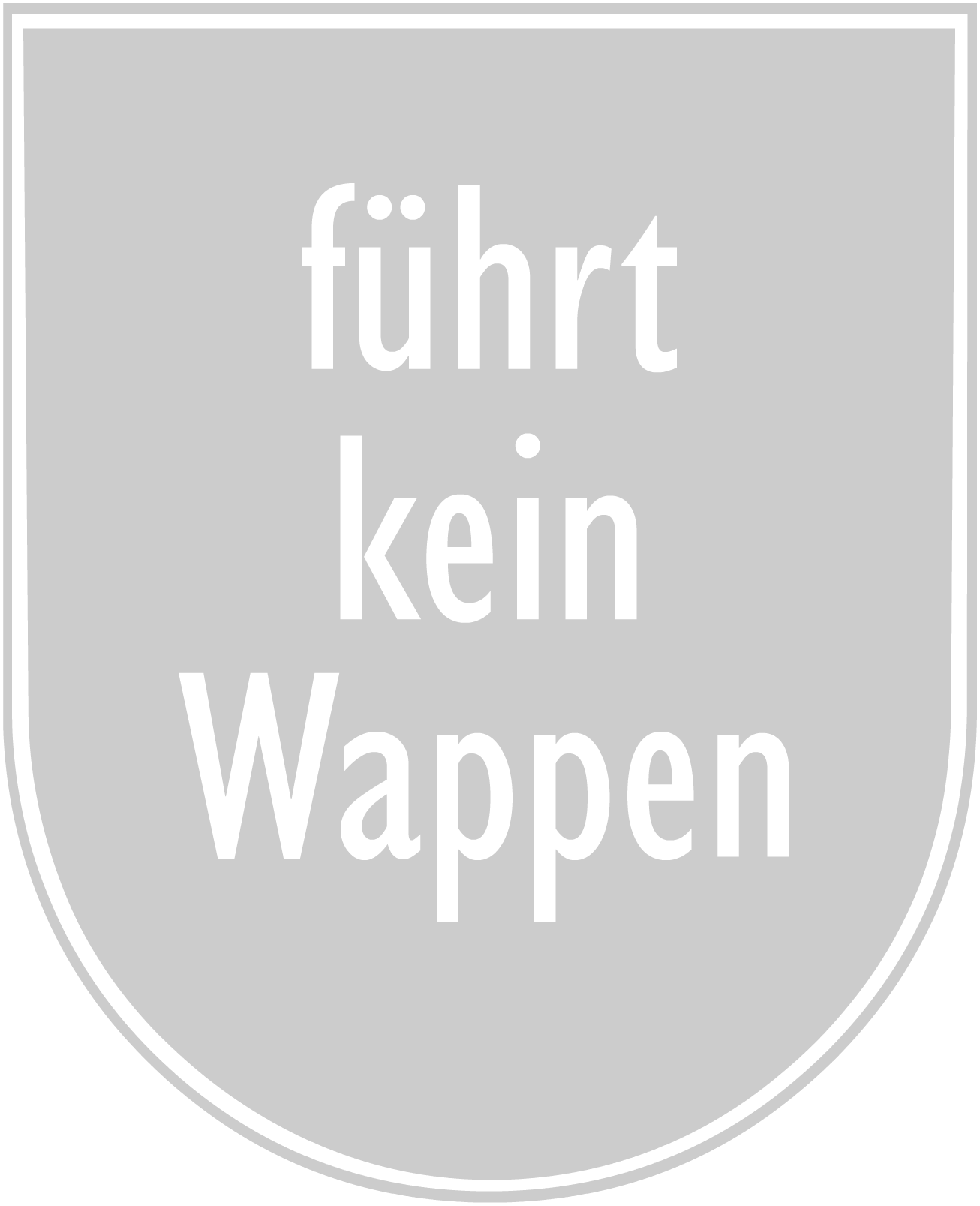
Winringen
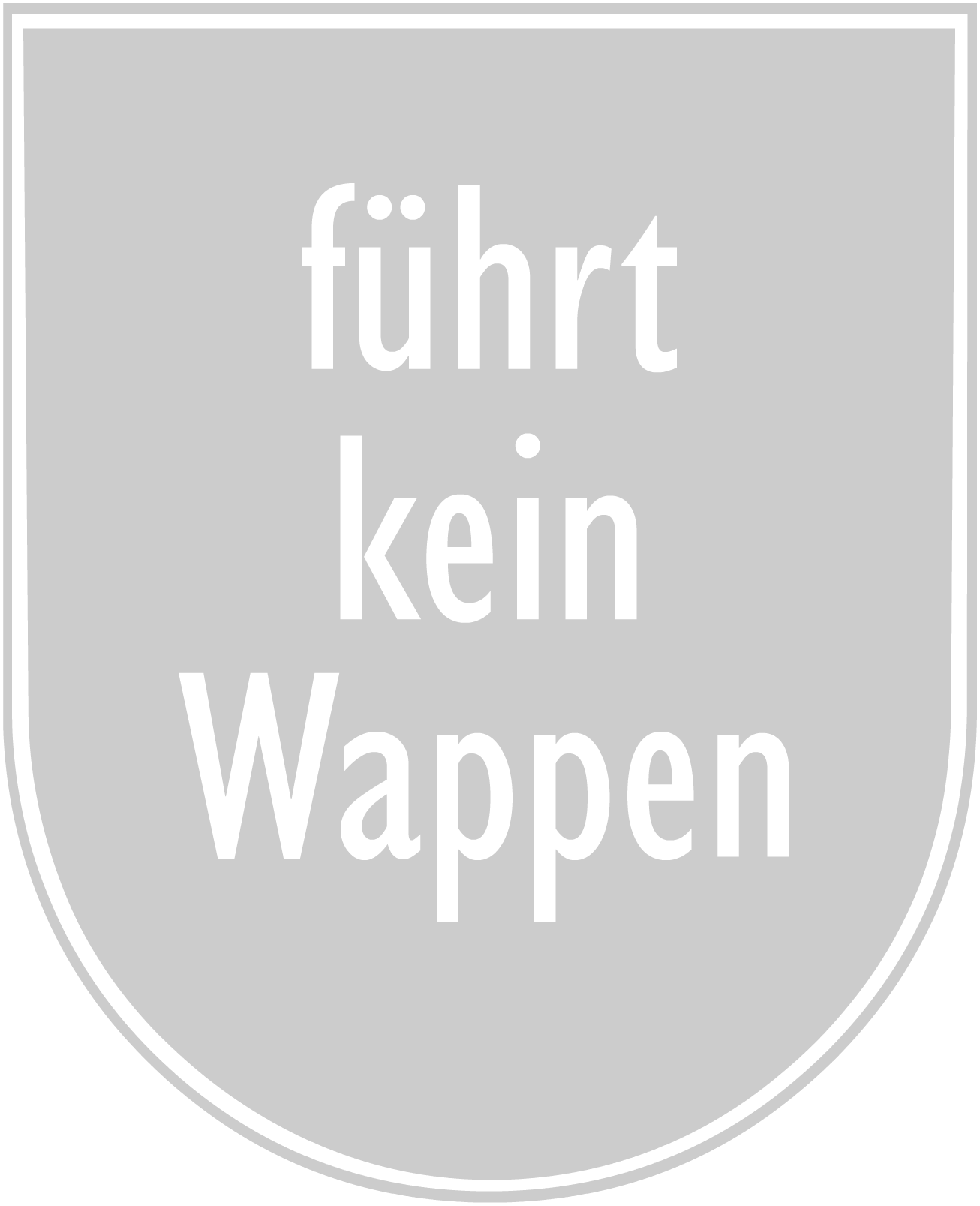
Winterscheid
Winterspelt[110]

### Verbandsgemeinde Speicher

Verbandsgemeinde Speicher[111]

Auw an der Kyll[112]
Beilingen[113]
Herforst[114]
Hosten[115]
Orenhofen[116]
Philippsheim[117]
Preist[118]
Spangdahlem[119]
Speicher[120]

### Verbandsgemeinde Südeifel

Verbandsgemeinde Südeifel[121]

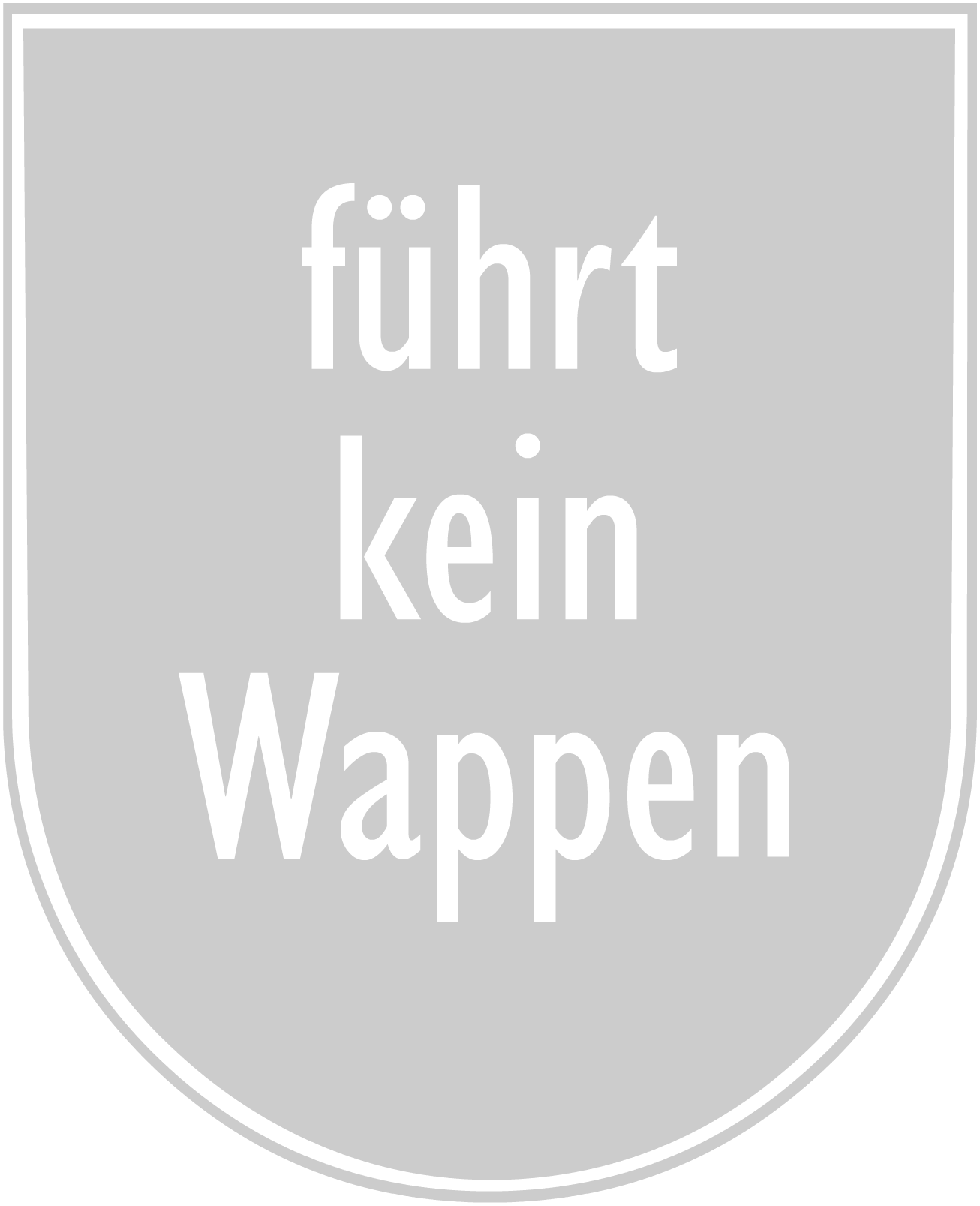
Affler
Alsdorf[122]
Altscheid
Ammeldingen an der Our[123]
Ammeldingen bei Neuerburg[124]
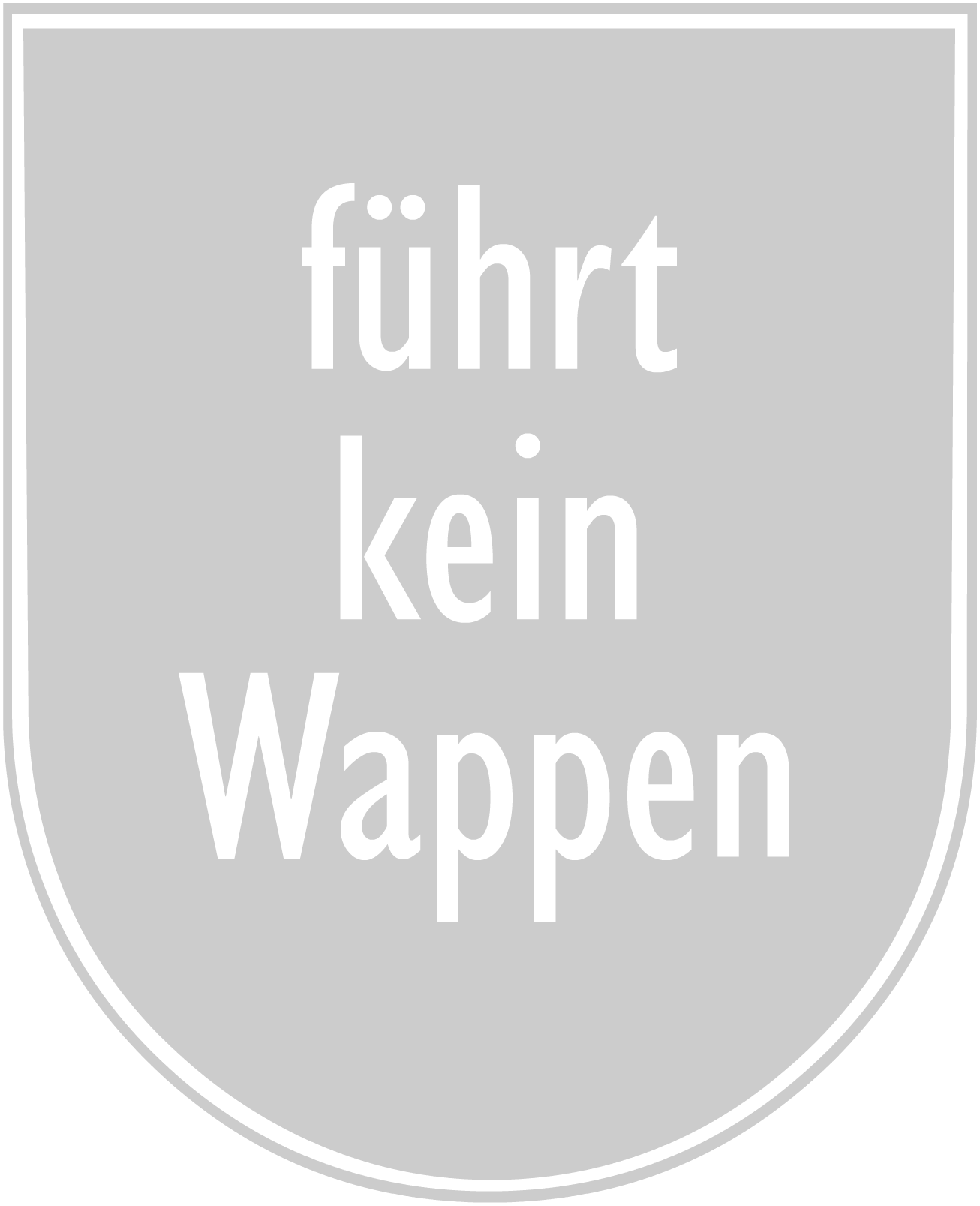
Bauler
Berkoth[125]
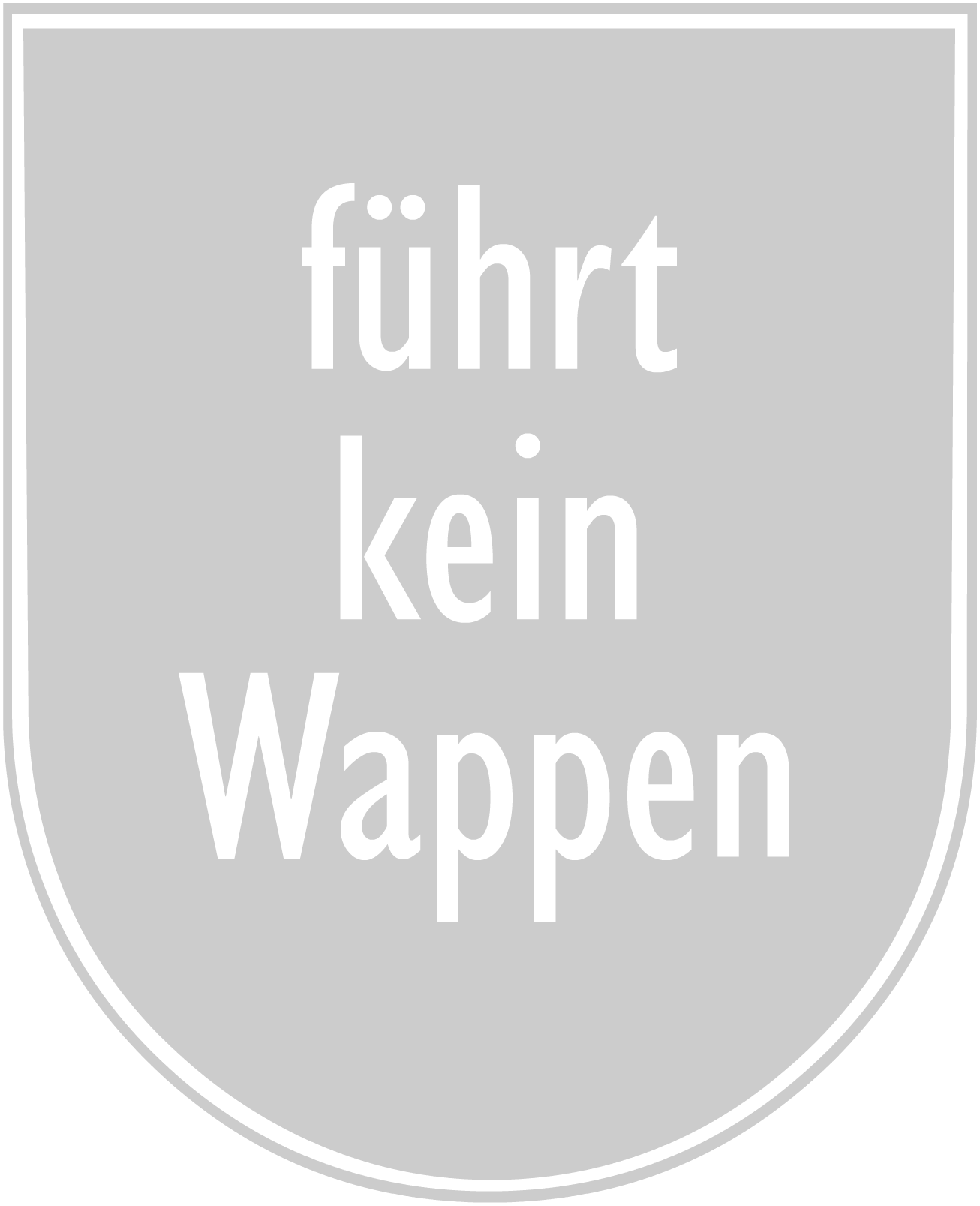
Berscheid
Biesdorf[126]
Bollendorf[127]
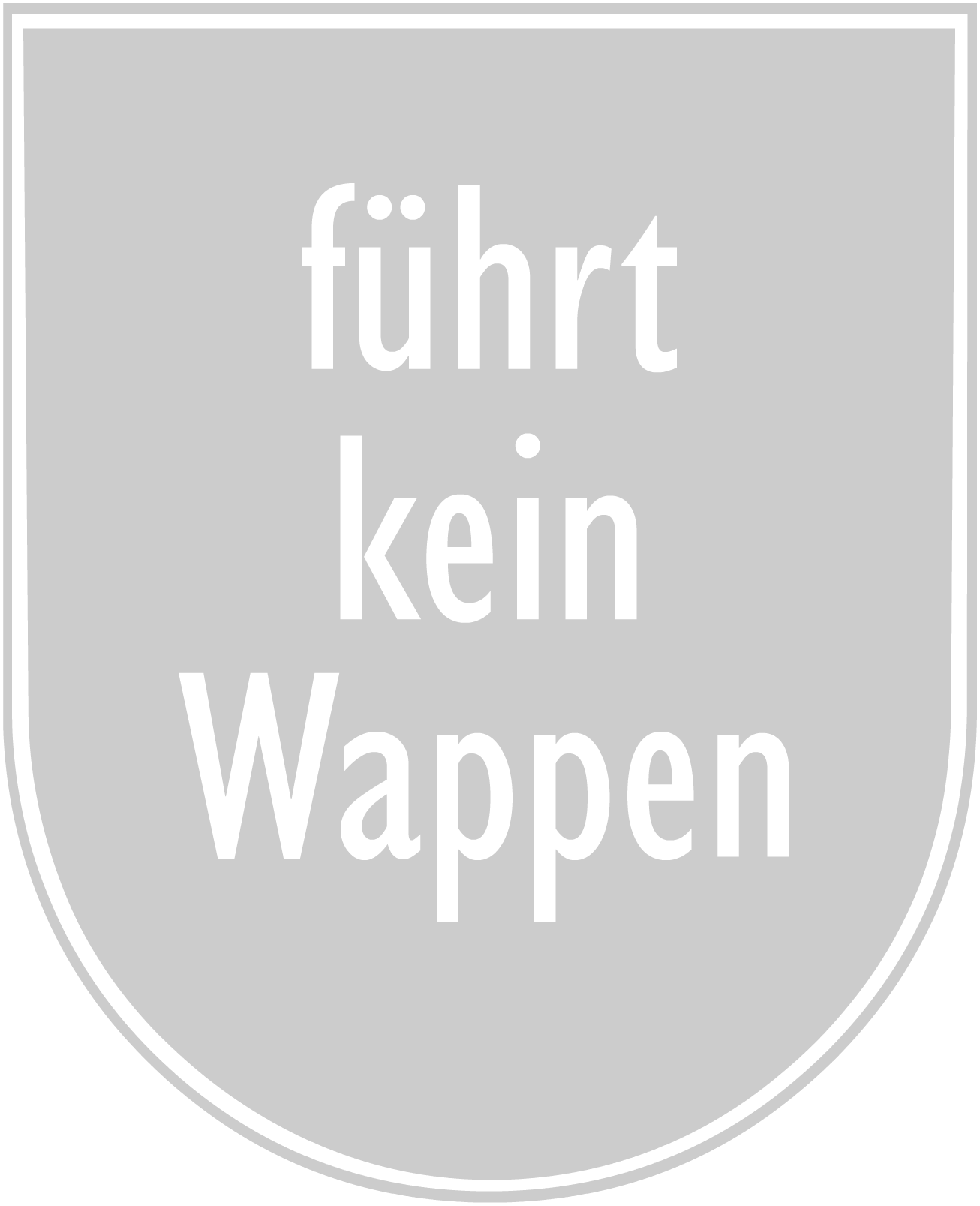
Burg
Dauwelshausen[128]
Echternacherbrück[129]
Eisenach[130]
Emmelbaum[131]
Ernzen[132]
Ferschweiler[133]
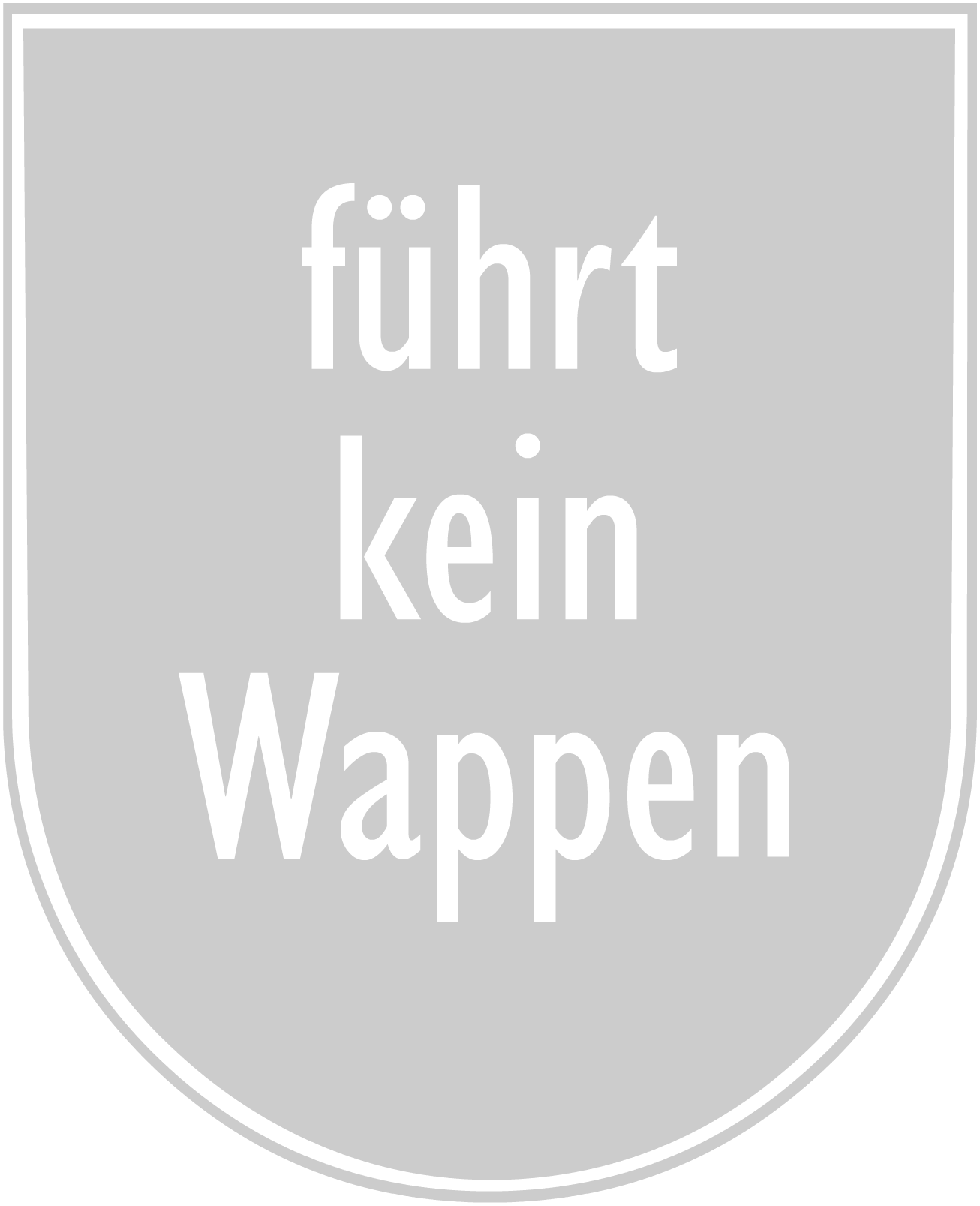
Fischbach-Oberraden
Geichlingen[134]
Gemünd[135]
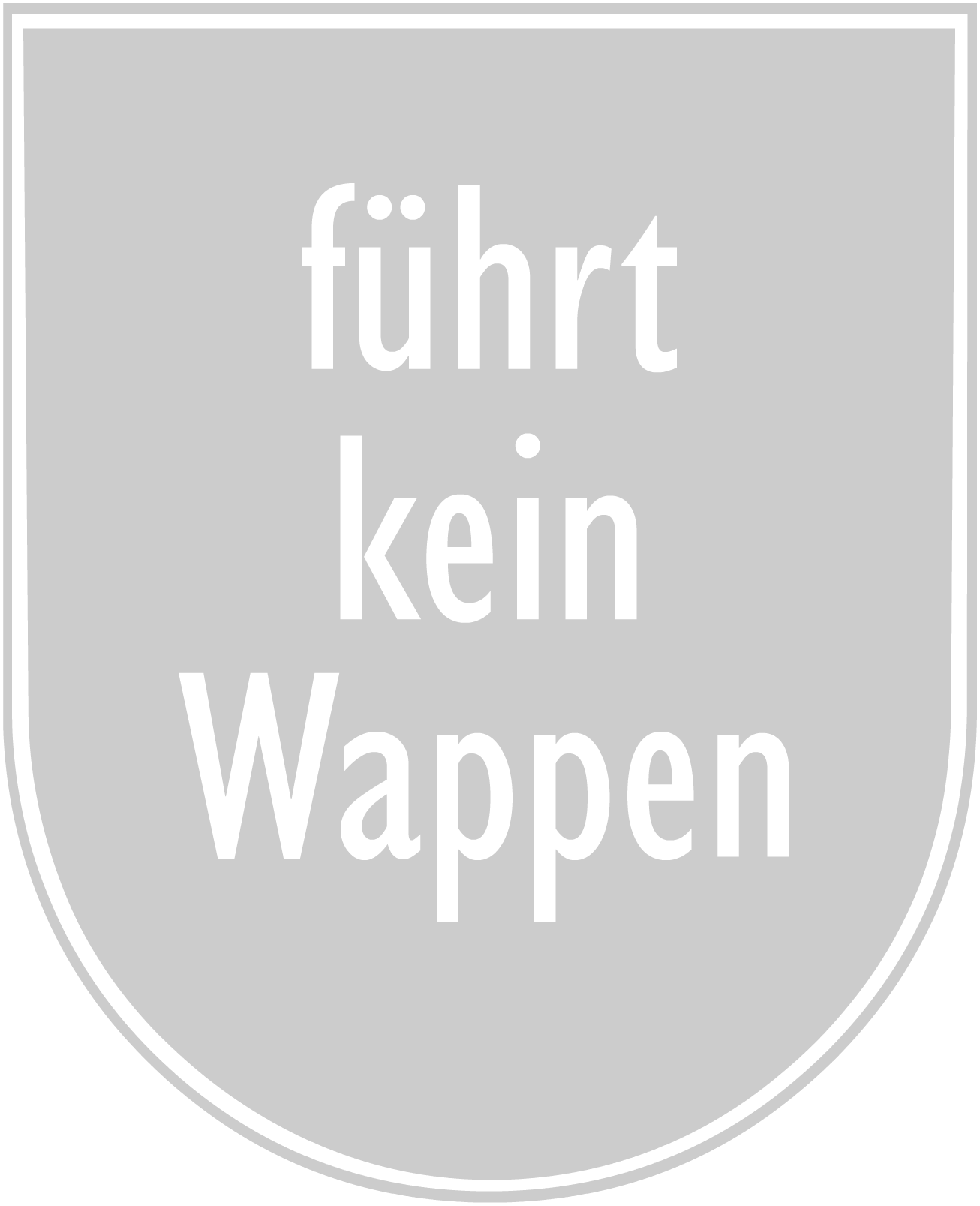
Gentingen
Gilzem[136]
Heilbach[137]
Herbstmühle
Holsthum[138]
Hommerdingen[139]
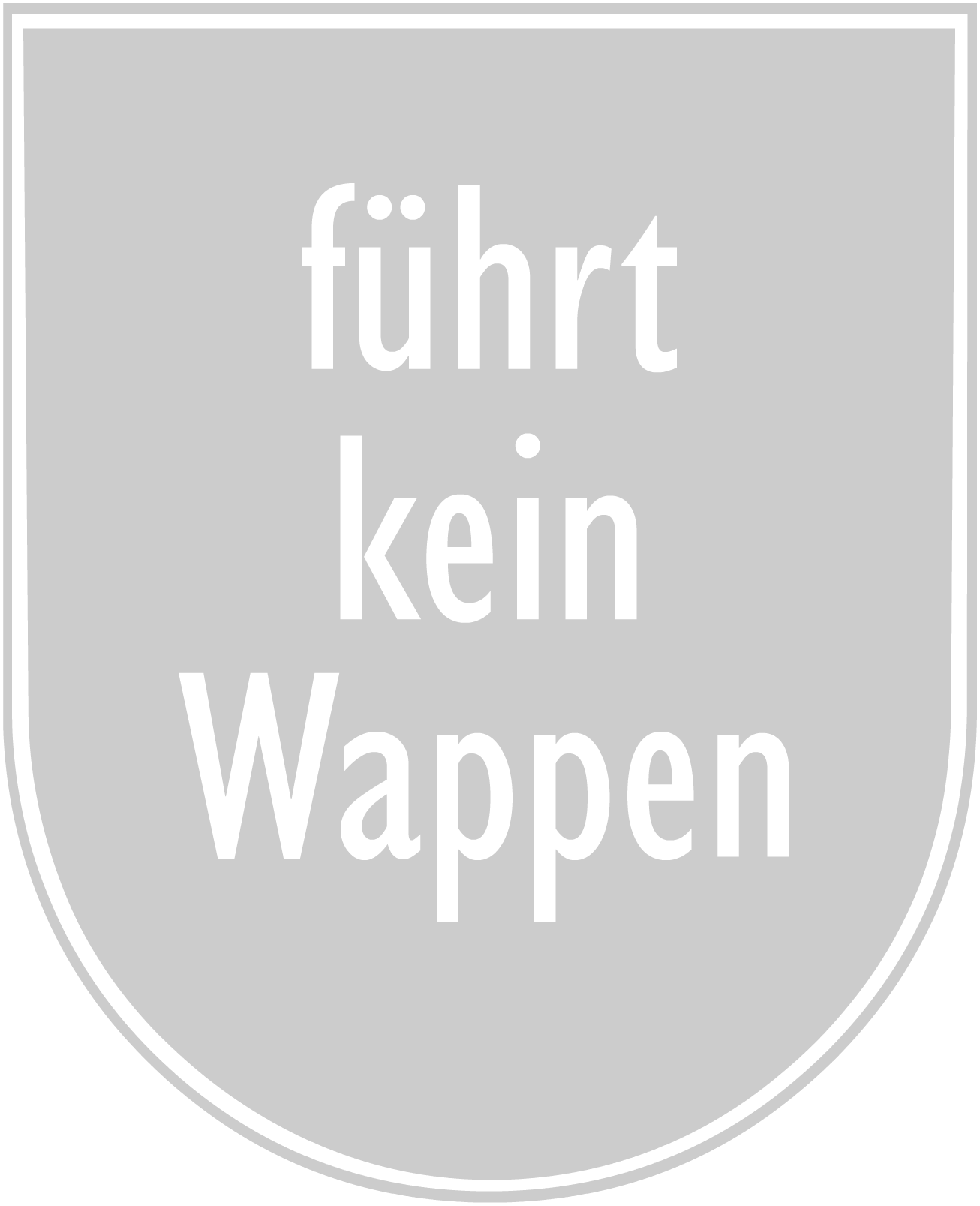
Hütten
Hüttingen bei Lahr[140]
Irrel[141]
Karlshausen[142]
Kaschenbach[143]
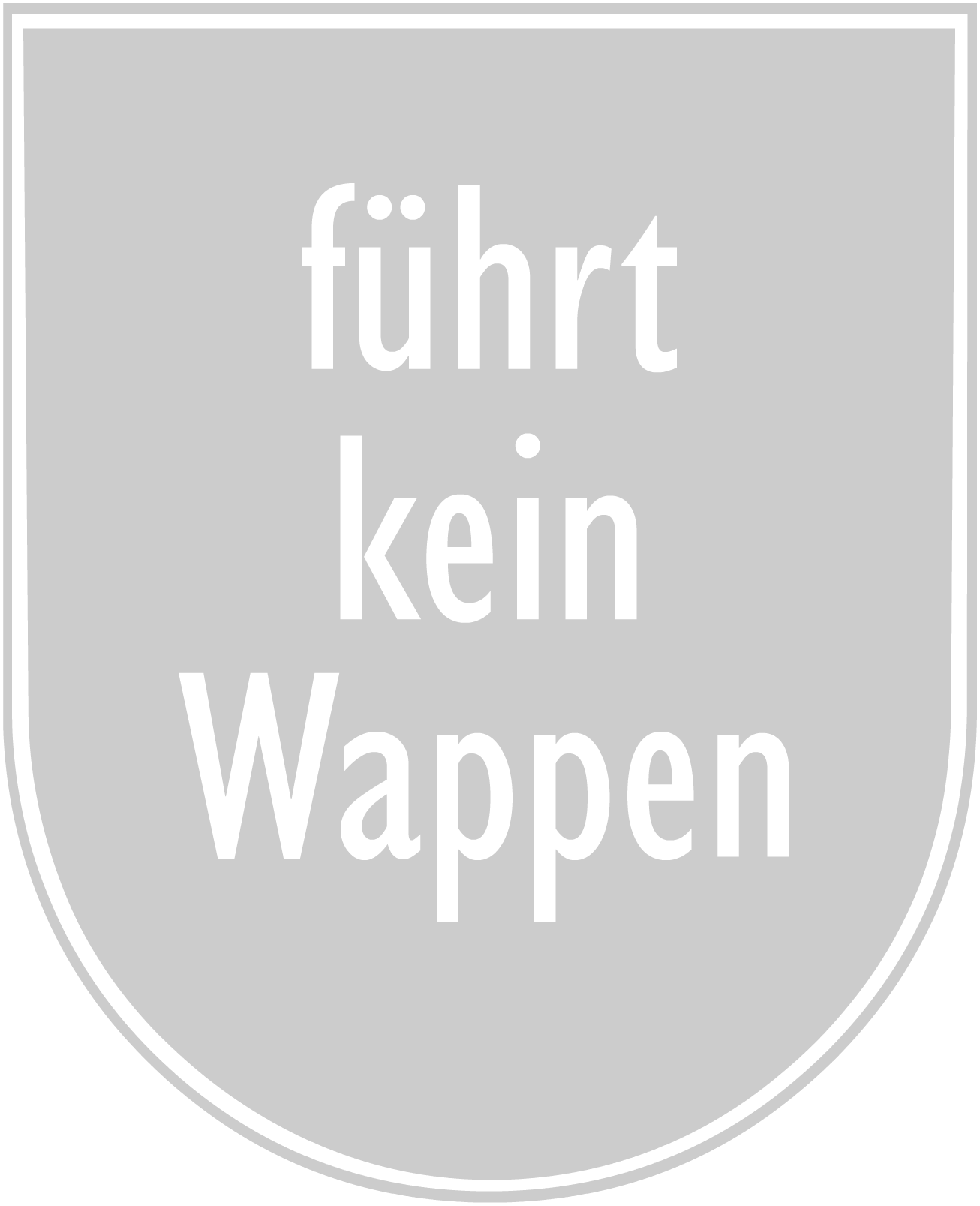
Keppeshausen
Körperich[144]
Koxhausen[145]
Kruchten[146]
Lahr[147]
Leimbach[148]
Menningen[149]
Mettendorf[150]
Minden[151]
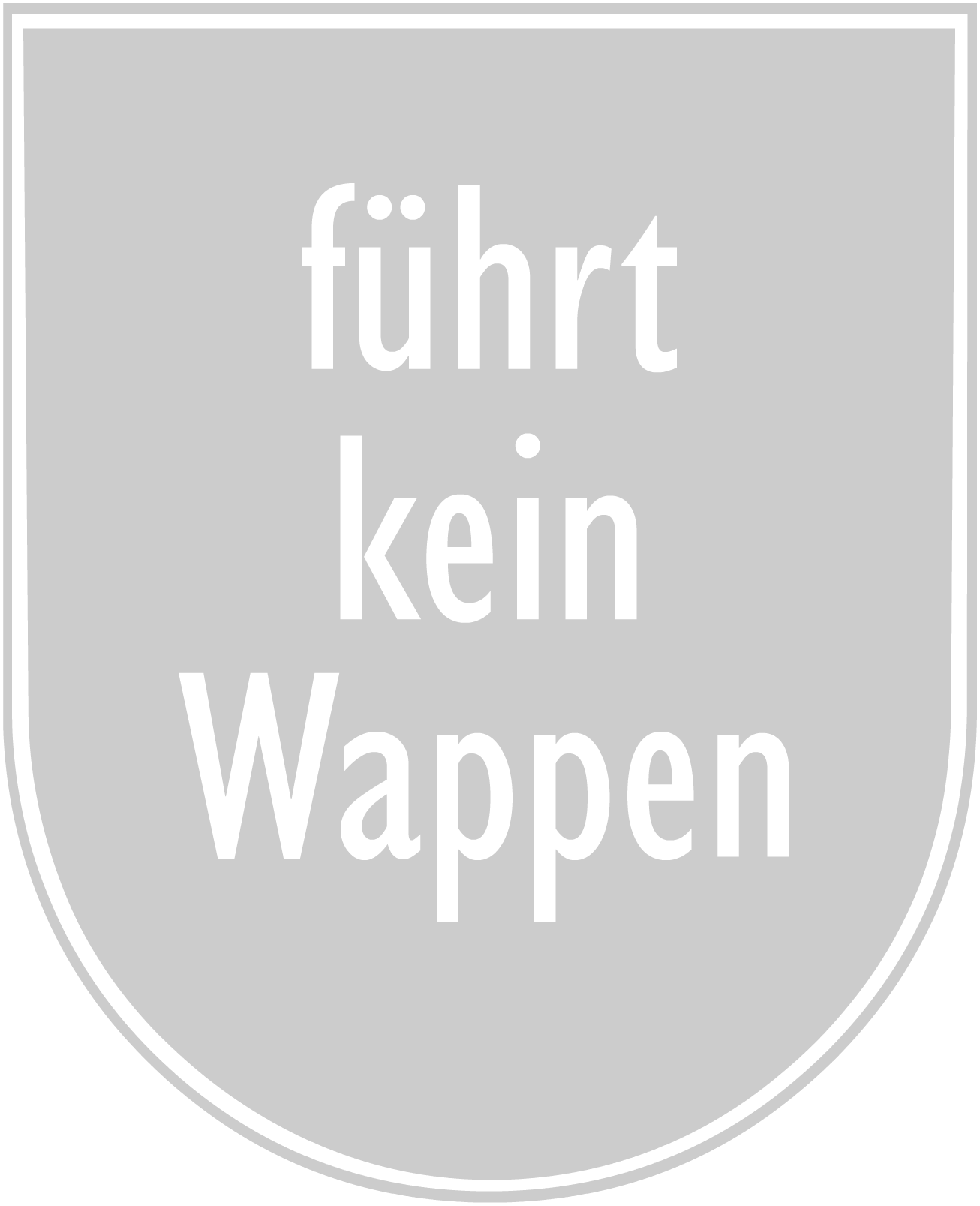
Muxerath
Nasingen[152]
Neuerburg, Stadt[153]
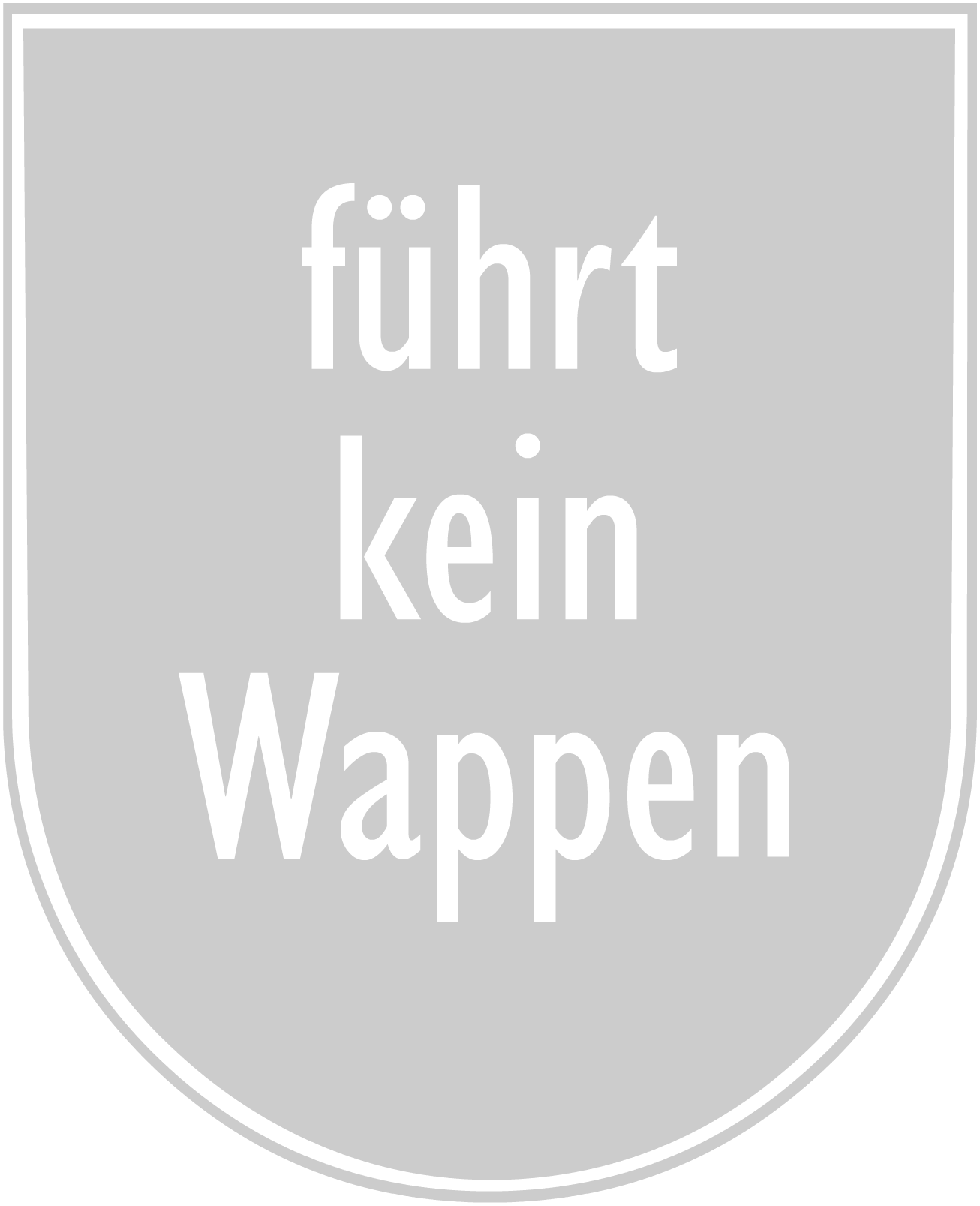
Niederraden
Niederweis[154]
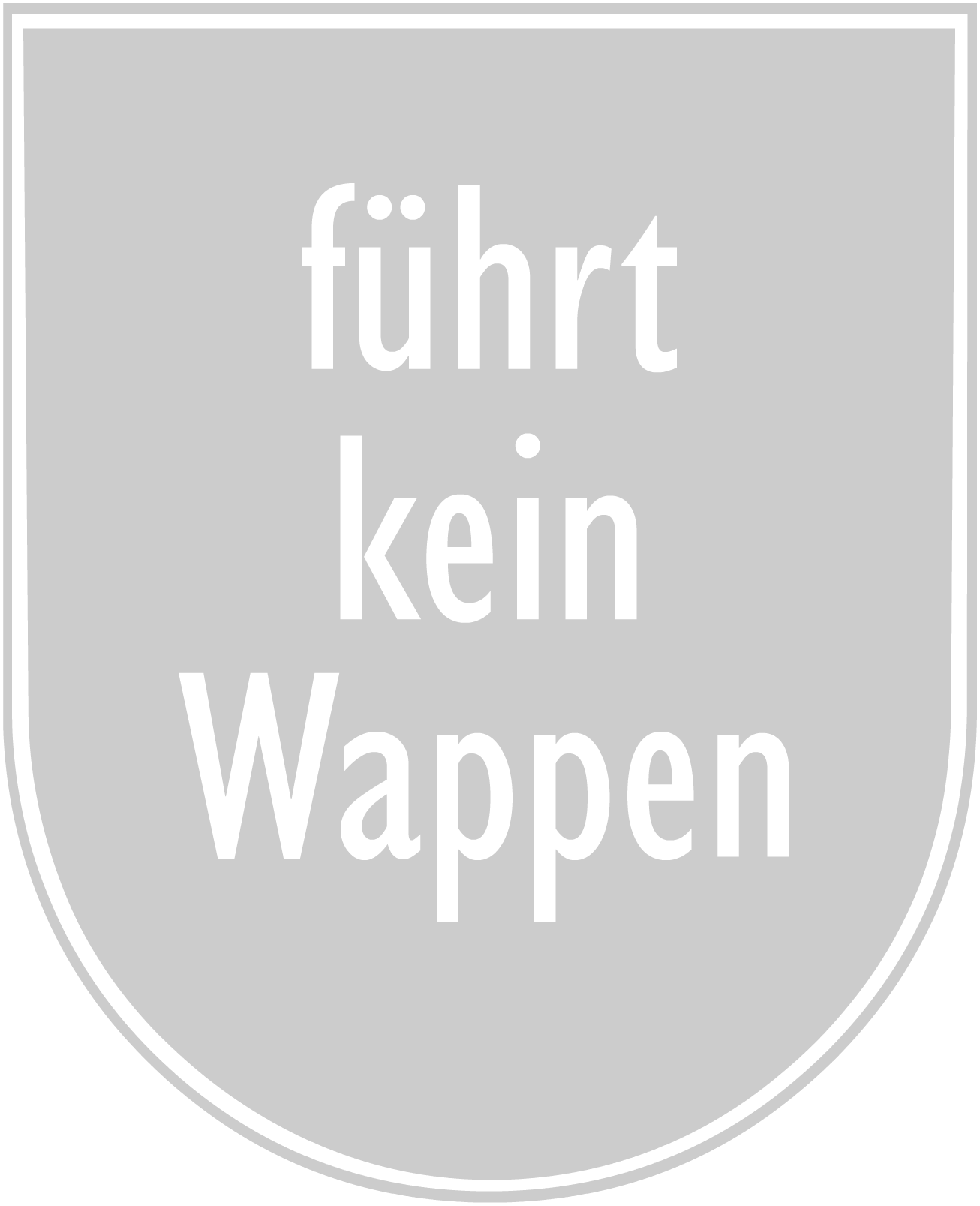
Niehl
Nusbaum[155]
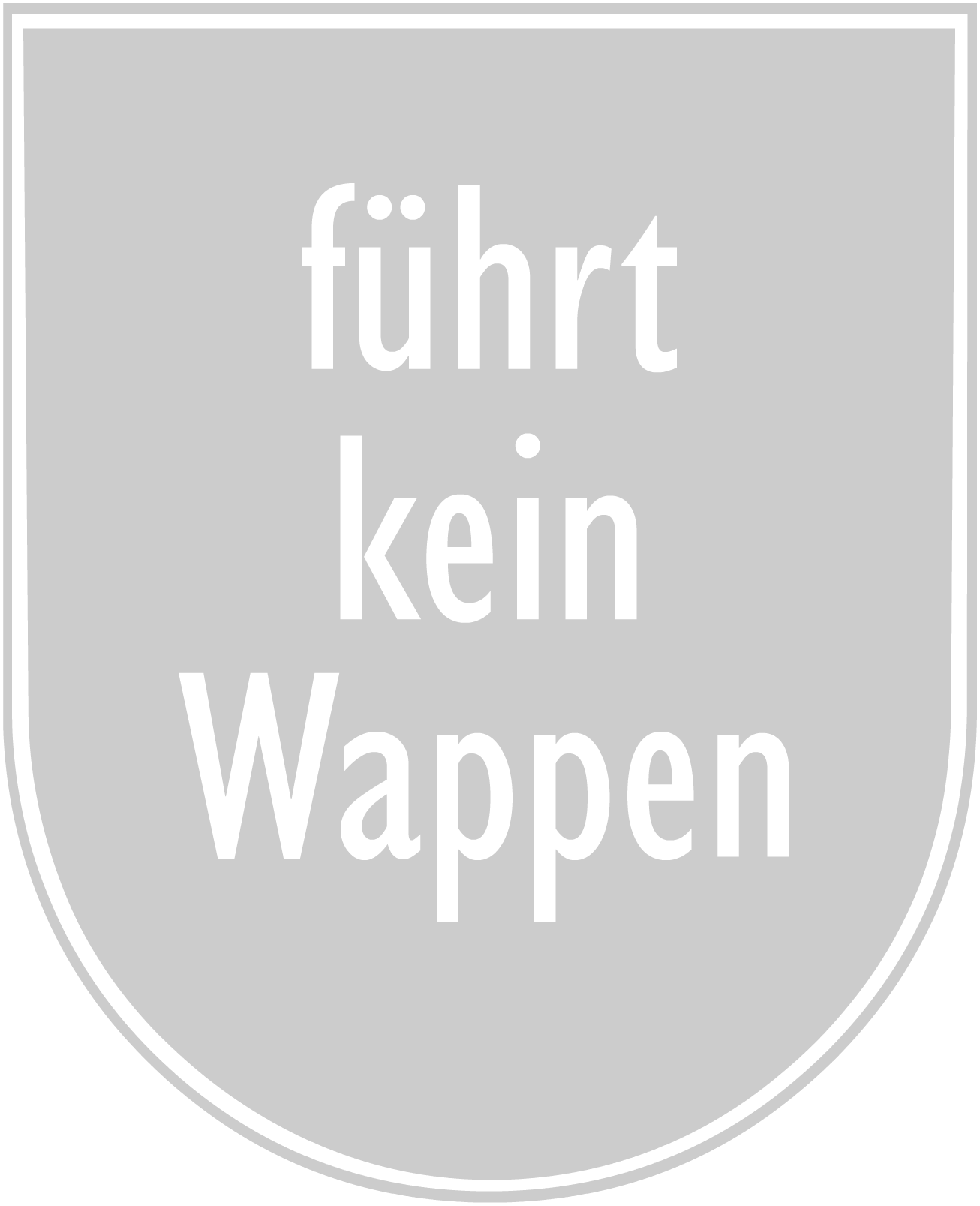
Obergeckler
Peffingen[156]
Plascheid[157]
Prümzurlay[158]
Rodershausen[159]
Roth an der Our[160]
Schankweiler[161]
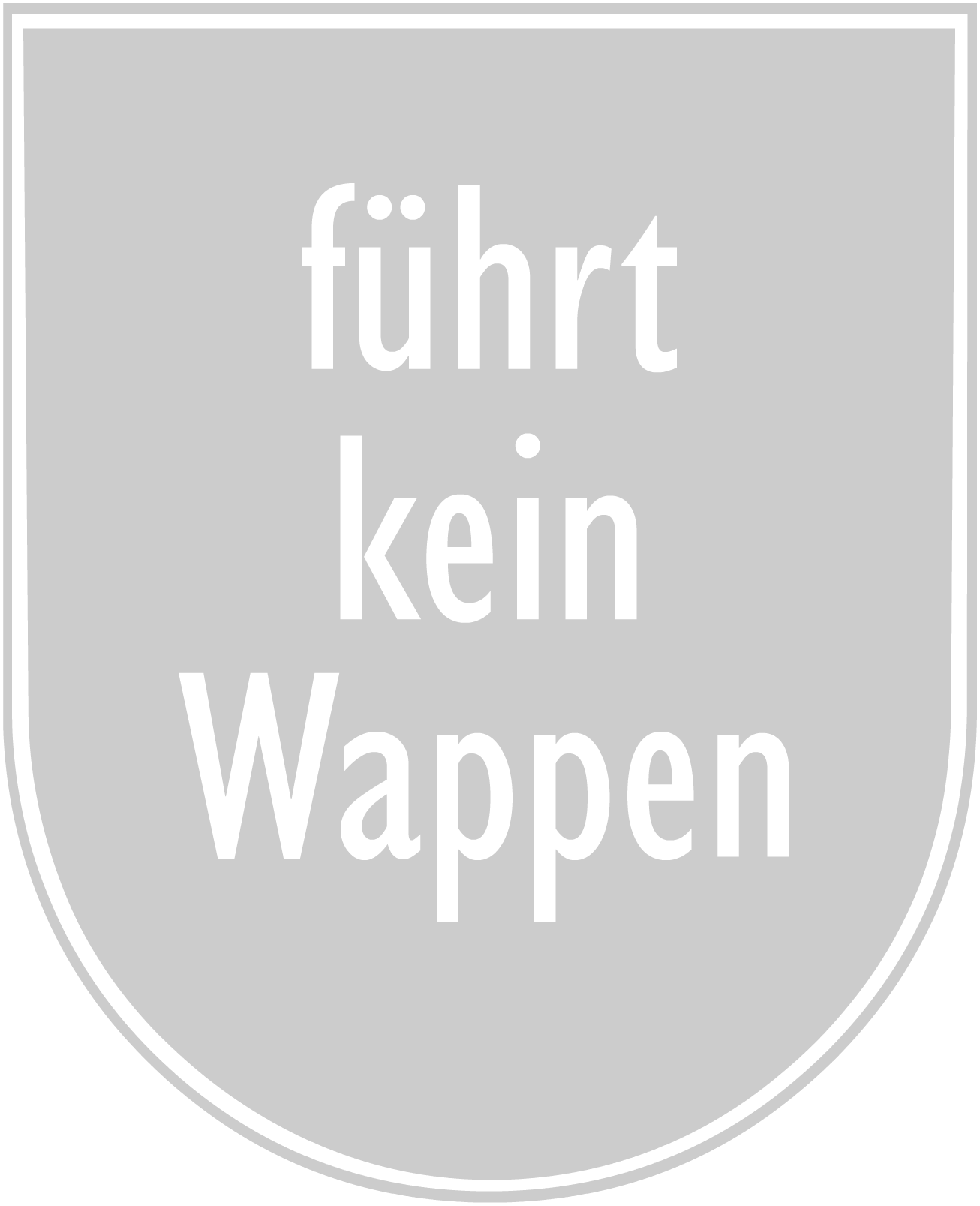
Scheitenkorb
Scheuern[162]
Sevenig bei Neuerburg[163]
Sinspelt[164]
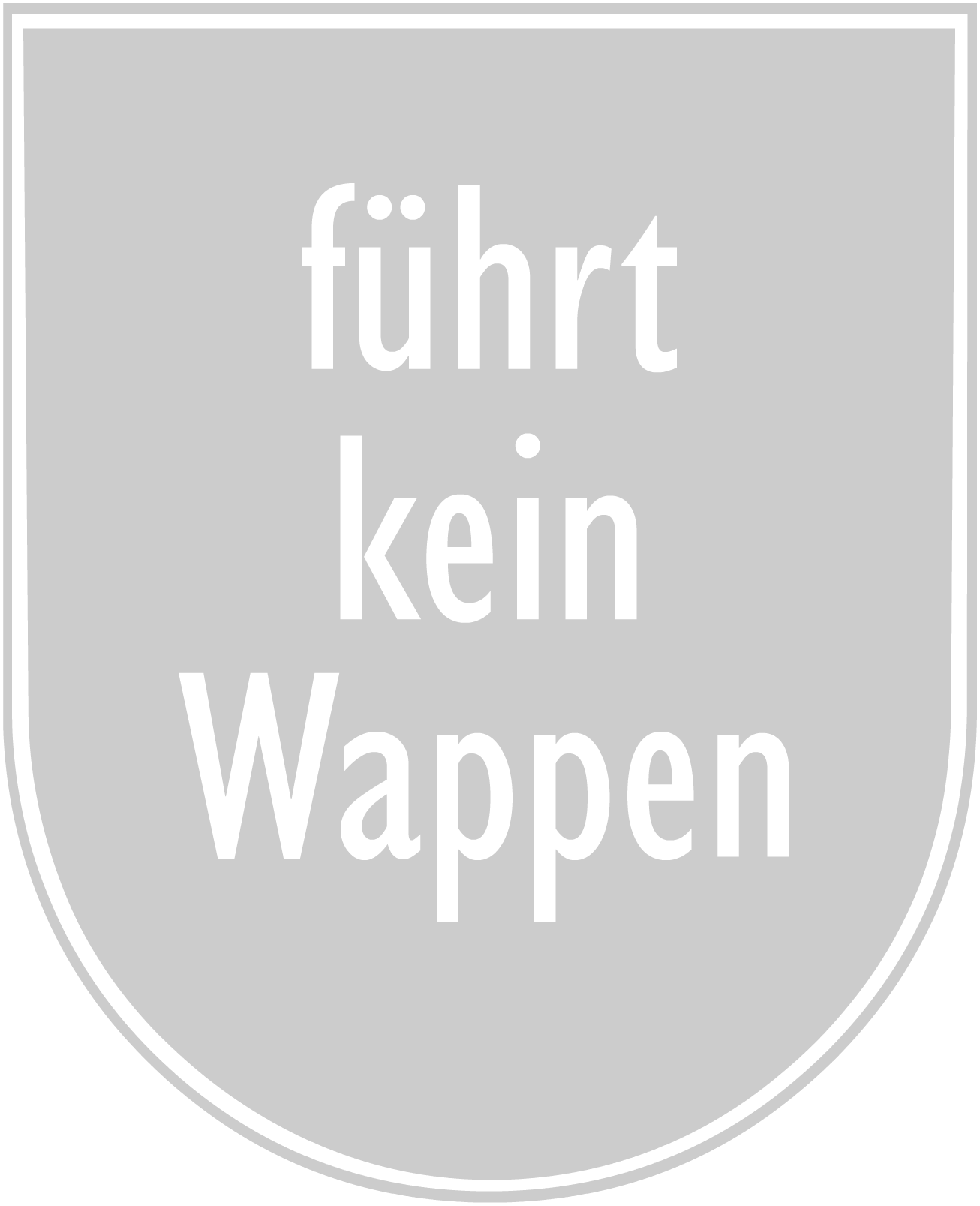
Übereisenbach
Uppershausen[165]
Utscheid[166]
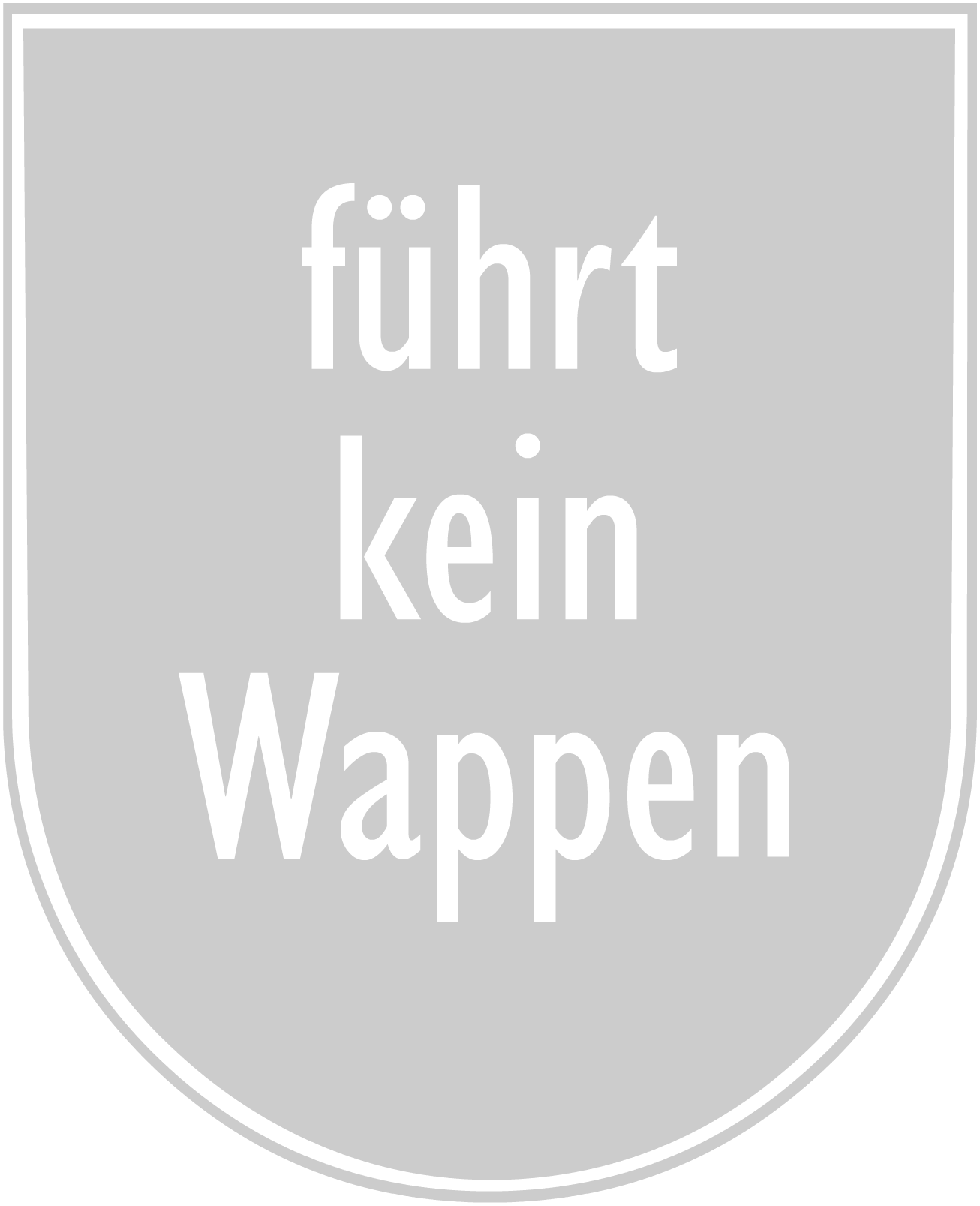
Waldhof-Falkenstein
Wallendorf[167]
Weidingen[168]
Zweifelscheid[169]

### Ehemalige Verbandsgemeinden

Verbandsgemeinde Bitburg-Land[170]
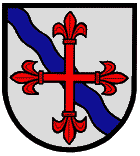
Verbandsgemeinde Irrel
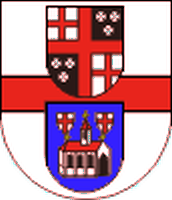
Verbandsgemeinde Kyllburg
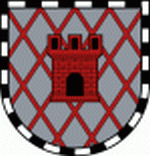
Verbandsgemeinde Neuerburg

### Ehemalige Gemeinden

Hisel[173]
Niederprüm

## Blasonierungen
1. ↑  Eifelkreis Bitburg-Prüm: Geviert: 1 rotes Balkenkreuz in Silber; 2 goldener Turm mit blauem Tor in Rot, beseitet von je einem silbernen Stern über silbernem Nagelspitzkreuz; 3 silbernes Salvatorlamm in Rot; 4 neunmal geteilt von Silber und Blau.
2. ↑  Bitburg: In Rot ein mit drei Zinnen bekröntes goldenes Tor auf einem Quadersockel, beseitet von je einem fünfstrahligen goldenen Stern über goldenem Nagelspitzkreuz; im Oberwappen eine dreitürmige silberne Mauerkrone mit geschlossenem Tor.
3. ↑  Verbandsgemeinde Arzfeld: Innerhalb eines schwarzen Schildbordes; unter einem durch oben gezinnten blauen Balken geteilten, goldenen Schildhaupt gespalten; vorne von Silber und Blau fünfmal geteilt, hinten in Gold ein roter Zickzackbalken.
4. ↑  Arzfeld: In neunmal von Silber und Blau geteiltem Schilde eine rote Salbenbüchse mit goldenem Kreuz und goldenen Zierstäben.
5. ↑  Dackscheid: In Rot silberne Glocke, Pinienzapfen und lediges, steigendes Fohlen (2:1).
6. ↑  Dahnen: Von Gold über Blau durch Winkelschnitt zum Schildfuß geteilt, oben ein schwarzer, rot bewehrter Adlerkopf.
7. ↑  Daleiden: In neunmal von Silber und Blau geteiltem Schilde, belegt mit golden gekröntem, doppelschweifigem, rotem Löwen ein silberner Schildfuß mit schräg liegendem, rotem Bischofsstab mit Krümme nach unten, über silbernen Wellen.
8. ↑  Dasburg: In Schwarz ein goldener Balken, darüber, das gesamte Feld ausfüllend, eine rote Muschel.
9. ↑  Eilscheid: In silbernem Schildfuß ein grüner Einberg, begleitet von zwei roten Pflugscharen, darüber in Rot eine silberne schwarz-bewehrte Eule mit roten Augen, die auf einem aus einem Stubben nach links wachsenden Ast, der in zwei Lindenblättern endet, sitzt.
10. ↑  Eschfeld: Geteilt und oben gespalten, vorn in silber blaues bauchiges Tongefäß, hinten in grün goldene Ähre, unten in rot silberne Leiste, belegt mit silberner Scheibe, diese belegt mit blauem Balken und rotem Pfahl mit trapezförmigen Enden.
11. ↑  Euscheid: Gespalten von Grün und Blau durch eingeschweifte silberne Spitze, darin enthalten rote Eiche mit schwarzen Fruchtständen, vorn goldene Glocke mit Krone darunter silbernes Arkadenfragment, hinten silberne zum Handschlag verschränkte Hände darunter goldenes Arkadenfragment.
12. ↑  Großkampenberg: In Silber geviert durch mit rotem Pfahl belegten blauen Balken, 1 und 4 zwei schwarze gleichschenklige Trapeze schräglinks gestellt, 2 und 3 zwei schwarze, linksgewendete Hirschstangen übereinander.
13. ↑  Hargarten: Geviert von Rot mit einer silbernen Haspel sowie einer goldenen Ähre und Silber mit einer golden besamten blauen Flachsblüte sowie einer grünen Eichel.
14. ↑  Herzfeld: Rot über Silber durch blau-silbernen Wellenschrägbalken geteilt, vorn grüner Eichenzweig mit einem Blatt und zwei Eicheln, hinten ein silbernes Herz und ein silberner steigender Hirsch.
15. ↑  Irrhausen: In Rot blau gefüllte silberne Wellendeichsel, vorn silberne Hausmarke (Hoch- und Gabelkreuz auf schräglinker Basis), hinten silberner Mühlstein.
16. ↑  Kesfeld: Von Silber über Rot geteilt durch einen blau-silbernen Wellenschrägbalken, vorn drei goldene Getreidegarben bordweis, hinten ein rotes Hochkreuz auf zweistufigem Sockel (Kalvarienkreuz).
17. ↑  Kinzenburg: Silber über Rot durch blau-silbernen Wellenbalken schräglinks geteilt, vorn ein rotes Sockelkreuz, Arme und Mittelschaft in angedeuteter Lilienform endend, hinten ein silbernes Eschenblatt.
18. ↑  Krautscheid: Von Silber über Rot geteilt, oben eine flugbereite schwarze Rabenkrähe, unten ein silberner, in drei Lindenblätter austreibender Baumstumpf.
19. ↑  Lambertsberg: In Rot ein silberner Göpel, vorne ein silberner Bischofsstab und eine silberne Lanze, hinten vier silberne vierstrahlige Sterne, je pfahlweise zu zweien schräg versetzt.
20. ↑  Lascheid: Geviert, 1, 4 silber, 2, 3 blau; 1: rotes durchgehendes Kreuz, 2: schräger silberner heraldischer Scheit, 3: silberne Pflugschar; 4: zwei blaue Balken.
21. ↑  Lauperath: In Blau, unter silbernem Schildhaupt, belegt mit vier kleinen zwischen zwei größeren roten Schildchen, ein goldener Kelch, begleitet von einem goldenen Hochkreuz und einem goldenen Anker.
22. ↑  Leidenborn: Durch eine silberne Wellenleiste von Rot und Grün geteilt. Oben ein aufgeschlagenes goldenes Buch, jede der zwei sichtbaren Seiten belegt mit einem Auge: Wimpern schwarz, Hornhaut silbern, Iris schwarz. Unten drei fächerförmig angeordnete goldene Ähren.
23. ↑  Lichtenborn: In Silber eine rote Deichsel umgeben von drei schwarzen Schleifen.
24. ↑  Lierfeld: Silber über Rot schräglinks geteilt durch blau-silbernen Wellenbalken, vorn ein roter einachsiger, mit drei Säcken beladener Karren mit Deichsel, hinten ein silberner Mühlstein.
25. ↑  Lünebach: Neunmal von Silber und Blau geteiltes Schild mit rotem Balkenkreuz, belegt mit silberner Krone mit goldenen Steinen.
26. ↑  Lützkampen: In neunmal von Silber und blau geteiltem Schildhaupt ein goldener Keil, darin ein gestürztes blaues Schwert mit schwarzem Knauf und schwarzer Parierstange.
27. ↑  Manderscheid: In Silber, gespalten durch eine eingeschweifte rote Spitze, darin eine silberne bewurzelte Kiefer, vorn ein schwarzes lateinisches Kreuz, hinten ein schwarzes achtspeichiges Mühlrad.
28. ↑  Mauel: Von Rot über Silber geteilt durch schrägrechten blau-silbernen Wellenbalken, vorn grüner Eichenzweig mit einem Blatt und zwei Eicheln, hinten drei goldene Ähren.
29. ↑  Merlscheid: Mittig oben eine grüne Eiche mit gespaltetem Stamm und goldenen Eicheln auf silbernem Grund, vorn drei goldene Ähren auf Blau, hinten drei schräggestellte goldene Wellenlinien auf Grün.
30. ↑  Oberpierscheid: Von Silber über Rot schräglinks geteilt, vorn ein grüner vierblättriger Eichenzweig mit vier Eicheln, hinten eine wachsende silberne Kapelle mit spitzer Turmhaube, besteckt mit schwarzem Kreuz und zwei schwarzen Fenstern.
31. ↑  Olmscheid: Über grünem Dreiberg von Rot und Silber schräg geteilt, vorn ein grüner einblättriger Ulmenzweig mit drei birnenförmigen Samenkapseln mit silbernen Samen, hinten silberne Winkel und Zimmermannsbeil gekreuzt.
32. ↑  Plütscheid: In Silber über rotem Antoniuskreuz ein zweiblättriger grüner Eichenzweig mit fünf gestielten Eicheln.
33. ↑  Preischeid: Über grünem Dreiberg, Rot über Silber durch Wellenschnitt geteilt, vorn ein schräg liegender schwarzer Ast mit goldenen Flammen, hinten ein silbernes lateinisches Kreuz mit übergelegtem keltischen Hochkreuz auf Nischensockel.
34. ↑  Roscheid: In Silber ein blauer Wellenbalken im Schildfuß, darüber eine rote, knorrige und entwurzelte Eiche mit je zwei seitlichen Ästen mit jeweils zwei gestielten Eicheln, die Stiele rot, die Eicheln grün, die unteren Äste in zwei, die oberen Äste wie die Baumspitze in einem grünen Blatt endend, unterhalb des Wellenbalkens zwei gekreuzte rote Äxte mit schwarzer Klinge.
35. ↑  Sengerich: Über grünem Dreiberg von Rot und Silber schräg geteilt, vorn ein blauer, mit Goldmünzen gefüllter Henkelkrug, hinten ein schrägliegendes silbernes Schwert.
36. ↑  Strickscheid: Unter rotem Schildhaupt, darin ein silberner Baumstubben, in Silber über grünem Dreiberg ein rotes, fünfbogiges Viadukt mit silberner, gemauerter Brüstung.
37. ↑  Waxweiler: Gespalten und vorn erhöht geteilt, oben in Gold ein rotes Ankerkreuz, unten neunmal von Silber und Blau geteilt; hinten in Rot eine auf- und linksgerichtete, goldene Schlange, von liegendem silbernen Doppelhaken durchbohrt.
38. ↑  Verbandsgemeinde Bitburger Land: Silbern bordiert, unter goldenem Schildhaupt mit rotem fünflätzigem Steg in blau silberner Schild mit durchgehendem roten Kreuz.
39. ↑  Badem: Schräglinks geteilt von Silber und Blau, vorne ein rotes Kleeblattkreuz, hinten ein silbernes Hufeisen.
40. ↑  Balesfeld: Durch Spickelschnitt von Silber über Rot geteilt, oben drei rote Lilien, unten die silberne Krümme eines Bischofsstabes.
41. ↑  Baustert: Schild mittig geteilt, obere Hälfte in Blau mit goldener Krone, untere Hälfte in Silber mit schwarzem Stern.
42. ↑  Bettingen: Von Silber über Blau geteilt, oben ein blauer Sparrenbalken, unten drei goldene Wiederkreuze.
43. ↑  Bickendorf: Unter blauem, von vierfachem Zinnenschnitt geteilten Schildhaupt in Gold ein rotbewehrter und -gezungter, roter, abgerissener Löwenkopf.
44. ↑  Biersdorf am See: Aufteilung ¼ silber, ¾ blau. Im silbernen Schildkopf ein blaues Schwert, im unteren, blauen Teil 7 goldene Rauten, zu zwei Balken mit vier bzw. drei Rauten aufgereiht.
45. ↑  Birtlingen: Unter rotem Schildhaupt, darin drei silberne Nagelspitzkreuze, in Silber schräglinks nach oben gewendet ein schwarzer Bogen mit ausgelegtem blauen Pfeil.
46. ↑  Brecht: Geteilt von einem silbernen Schrägrechtsfluss, der oben in Rot von zwei Kirchtürmen und unten in Blau von einem silbernen Mühlrad begleitet ist.
47. ↑  Brimingen: Unter goldenem Schildhaupt, belegt mit sieben roten Ringen (4/3), schräglinks geteilt von Rot und Gold, vorne ein silbernes Glevenkreuz, hinten die grüne Hausmarke des 1730 gegründeten Stockgutes Mayisch, bestehend aus einem aus einer zwiebelartigen Knolle austreibenden Keimling mit vier Keimblättern und je drei gegenständigen Seitentrieben in einem Pflanzgefäß über einer Schale mit Randwulst.
48. ↑  Burbach: Von Silber über Rot schräglinksgeteilt, oben ein aufsteigendes rotes Vortragekreuz, unten eine silberne Mitra.
49. ↑  Dahlem: Schild mit rotem Hintergrund. In der Schildmitte vier ineinander greifende silberne Ringe.
50. ↑  Dockendorf: In Gold ein mit silbernem Schwert belegter blauer Schrägbalken. Oben vier rote Balken, bedeckt mit einem schwarzen Löwen. Unten ein grüner Apfelbaum.
51. ↑  Dudeldorf: Auf rotem Schild silberner, rechtsblickender, doppelschwänziger, blaugezungter und -bewehrter und goldgekrönter steigender Löwe.
52. ↑  Enzen: In rot ein silberner Balken, im Schildhaupt ein silbernes Vortragekreuz, dessen silberner Stab Balken und Schildfuß überzieht.
53. ↑  Eßlingen: Auf quergeteiltem Schilde in der oberen Hälfte auf Goldgrund (goldgelb) ein schwarzer Doppeladler, von der Brust ab aufwärts, mit roten Zungen, in der unteren Hälfte ein in Silber dargestellter goldbehörnter Stier auf blauem Grund.
54. ↑  Etteldorf: Unter silbernem Schildhaupt mit durchgehendem rotem Kreuz in Rot goldener Dornenpfahl, vorn goldene, dreizackige Krone, hinten sieben goldene Erlenblätter.
55. ↑  Fließem: Unter rotem Schildhaupt mit drei silbernen Ringen von Silber über blau schräg links geteilt, oben ein Tatzenkreuz, unten eine wachsende goldene Säule mit Kapitell.
56. ↑  Gindorf: Von Silber über Rot schräglinksgeteilt, oben ein aufsteigendes rotes Vortragekreuz, unten eine silberne Mitra.
57. ↑  Gransdorf: In Rot ein silberner Schräglinksbalken, belegt mit zwei ineinandergeschlungenen roten Ringen. Oben eine silberne Kirche im Umriss der ehemaligen Pfarrkirche. Unten eine goldene Krone.
58. ↑  Halsdorf: Unter rotem, mit zwei silbernen Lilien geteiltem Schildhaupt in Blau eine Pflugschar auf silbernem Grund; in rotem Schildfuß eine weitere Lilie in Silber.
59. ↑  Hütterscheid: Im Schildhaupt ein roter oben gezinnter Balken; unten in Silber fünf grüne Eichenblätter.
60. ↑  Kyllburg: In Blau eine silberne Kirche mit rotem Dach und rot gedecktem Dachreiter; beiderseits desselben je ein schwebender silberner Schild mit durchgehendem rotem Kreuz.
61. ↑  Kyllburgweiler: Unter silbernem Schildhaupt, darin ein blaues Schwert mit goldenem Griff, in Schwarz ein schrägrechter, rot-weiss geschachteter Balken.
62. ↑  Malberg: In von Blau über Silber geteiltem Schild oben 9 (5:4) goldene Kugeln, unten ein rotes Schildchen.
63. ↑  Malbergweich: In silbernem Schild ein roter, mit 3 goldenen Kugeln belegter Schräglinksbalken, oben ein rotes Schildchen, unten eine blaue Pflugschar.
64. ↑  Meckel: In Silber ein rotes Lilienkreuz, beiderseits begleitet von zwei 5-strahligen blauen Sternen.
65. ↑  Messerich: In Gold ein stilisierter romanischer schwarzer Säulenbogen auf zweistufiger Basisplatte um ein ebensolches Sakramenthäuschen mit silbernem Fenster, überhöht von einem fünflätzigen roten Turnierkragen.
66. ↑  Mülbach: Geteilt von einem blauen Schräglinksfluss, der oben in Gold von einem roten Tempel und unten in Silber von einem blauen Mühlrad begleitet ist.
67. ↑  Nattenheim: Geteilt in Silber und Rot, oben ein rotes Lilienkreuz, unten ein silbernes Jagdhorn.
68. ↑  Neidenbach: In Silber ein blauer, schrägrechts gewendeter Schlüssel, vorn ein roter Schleifstein, hinten eine blaue Kornblume.
69. ↑  Neuheilenbach: Unter blauem Schildhaupt mit goldener Krone und roten Steinen, in Silber blauer Schlegel und Meißel gekreuzt, überhöht von einem roten Herzen.
70. ↑  Niederweiler: In Rot zwei gekreuzte goldene brennende Kerzen über einem silbernen Balken.
71. ↑  Oberkail: In Gold ein roter Sparrenbalken, begleitet oben von zwei roten sechsstrahligen Sternen, unten von einer roten Rose mit goldenem Butzen.
72. ↑  Oberweiler: In Blau drei silberne Lilien im Schildhaupt, darunter ein silbernes Hirschgeweih mit goldenem Kreuz.
73. ↑  Olsdorf: In Blau ein silbernes Pflugrad, belegt mit einem goldenen Pilgerstab.
74. ↑  Orsfeld: In Silber ein durchgehendes rotes Kreuz, im Schildhaupt belegt mit einem rechtsgewendeten blauen Schlüssel.
75. ↑  Pickließem: In Rot ein goldener Dornenbalken. Oben ein wachsender golden gekrönter, blau bewehrter, doppelt geschwänzter silberner Löwe. Unten ein silberner, mit goldenem Reisegepäck beladener Bär; das Reisegepäck wird durch einen schwarzen Gurt gehalten.
76. ↑  Rittersdorf: Unter schwarzem Schildhaupt mit Sparrenbalken in Silber, gespalten, vorn in Silber ein wachsender roter Burgturm mit goldenem Tor, hinten fünffach von Gold und Rot geteilt.
77. ↑  Sankt Thomas: In Grün ein goldener Bienenkorb, darüber ein rechts gewendetes, silbernes Schwert mit goldenem Griff.
78. ↑  Seinsfeld: Durch blauen Zinnenbalken geteilt, oben in Silber ein wachsender, doppelköpfiger, schwarzer Adler, unten 3 (2:1) blaue Flachsblüten mit goldenen Butzen in Silber.
79. ↑  Steinborn: Über blauem Wellenschnitt-Schildfuß schräglinks von Grün über Silber geteilt, vorn ein goldenes Jagdhorn, hinten ein roter Steinbrunnen mit Wasserauslauf rechts.
80. ↑  Sülm: Von Silber und Blau wellig geteilt. Im Schildhaupt das rote Kurtrierische Kreuz. Im Schildfuß ein silberner Buntbartschlüssel, im Bart ein ausgespartes Kreuz, der Ring als gotische Vierpassreite geformt.
81. ↑  Usch: Von Silber über Rot geteilt, oben ein roter Sparrenbalken, unten drei goldene Ähren.
82. ↑  Wilsecker: Unter rotem Schildhaupt mit 3 goldenen Kugeln, in Gold ein rotes Rautenkreuz.
83. ↑  Wolsfeld: Unter silbernem Schildhaupt gespalten. Im Schildhaupt ein Hubertushirsch. Im Schildfuß vorn in Gold drei schwarze Balken, hinten in Rot drei goldene Türme.
84. ↑  Zendscheid: Von Silber über Rot durch 3 flache Spitzen geteilt, oben 2 grüne Buchenblätter, unten eine silberne Lilie.
85. ↑  Verbandsgemeinde Prüm: Schild geteilt, unten gespalten, oben in rot silbernes Salvatorlamm mit silberner Fahne, darin ein rotes Kreuz, unten vorne ein fünfstrahliger schwarzer Stern in Silber, unten hinten drei silberne Tatzenkreuze in schwarz.
86. ↑  Auw bei Prüm: Von grün über rot durch schrägrechten silbernen Wellenbalken geteilt, oben eine silberne Buche mit Ast- und Blattwerk, unten silbernes Schwert und silberner Schlüssel, den Bart unten.
87. ↑  Brandscheid: In Silber unten ein schwarzes Hifthorn mit schwarzer Fessel, darüber 3 rote Balken übereinander, belegt mit schrägrechts liegendem schwarzem, gestümmeltem Ast, aus dem eine goldene Flamme schlägt.
88. ↑  Büdesheim: Von Rot über Silber geteilt, oben ein wachsender goldener gekrönter Löwe, auf der Schulter ein silberner sechsstrahliger Stern, unten fünf (2:1:2) rote Ringe.
89. ↑  Feuerscheid: Von Rot und Blau durch einen schräglinken, mit den aufsteigenden roten Flammen belegten, silbernen Balken geteilt. Oben ein goldener Hahn.
90. ↑  Fleringen: Unter blauem Schildhaupt, darin vorn eine goldene Rose und hinten ein silberner Federkiel, in Silber ein rot bewehrter und rot gezungter schwarzer Adler.
91. ↑  Gondenbrett: Durch Wellenschnitt von Rot über Silber geteilt, oben auf grünem Boden ein schreitendes, golden nimbiertes, widersehendes silbernes Lamm, das an schwarzem Kreuzstab eine silberne Fahne trägt, darin ein durchgehendes rotes Kreuz, unten 2 gekreuzte blaue Schwerter mit goldenem Griff.
92. ↑  Großlangenfeld: Unter rotem Schildhaupt, darin sechsstäbiger silberner Rost, in Silber aus erniedrigtem grünem Bogenschildfuß an schwarzem Stickel wachsend grüner Rebstock mit zwei blauen Reben und zwei Blättern, wechselständig.
93. ↑  Habscheid: Unter silbernem Schildhaupt, darin ein blaues Schwert, von Rot und Silber durch Halbkrückenschnitt geteilt, oben eine goldene Glocke, unten ein grünes Eichenblatt.
94. ↑  Heckhuscheid: Über einem grünen Dreiberg rot und silber schräglinks geteilt. Vorn ein silbernes, zerbrochenes, achtspeichiges mit Messern besetztes Rad. Hinten zwei rote Rohrkolben mit grünem Blattwerk.
95. ↑  Lasel: Von Silber nach Gold durch einen blauen Wellenbalken schräglinks geteilt, oben ein durchgehendes rotes Kreuz, unten eine schwarze Kirche.
96. ↑  Neuendorf: In Rot, unter goldenem, mit rotem Zickzackbalken belegtem Schildhaupt, ein silbernes Balkenkreuz zwischen zwei silbernen Geweihstangen.
97. ↑  Nimshuscheid: In Rot ein silberner, schräglinker Wellenbalken, oben eine silberne Kapelle, Dach und Fenster schwarz, unten ein schwarzer Mühlstein mit silbernen Mahlrillen.
98. ↑  Nimsreuland: Von Rot über Silber geteilt durch blau-silbernen Wellenschrägbalken, vorn schwarzes Mühlrad, hinten silberner Schildchen.
99. ↑  Oberlauch: In Rot auf grünem Dreiberg silberne Palisaden und mittig Zinnenwohnturm mit zwei Fenstern und Einstiegstor (2:1) im Mittelgeschoss.
100. ↑  Olzheim: Von Silber über Rot geteilt, oben drei grüne Ulmenblätter, unten ein wachsender silberner Krummstab.
101. ↑  Pronsfeld: Wappen gespalten; links in Silber ein rotes Kreuz, rechts neunmal von Silber und Blau geteilt, belegt mit einem golden bewehrten und golden gekrönten doppelschwänzigen rechts gewendeten aufrecht schreitenden roten Löwen.
102. ↑  Prüm: In Rot auf einem erhöhten gebogenen grünen Schildfuß ein golden nimbiertes rückschauendes silbernes Lamm, im erhobenen rechten Vorderlauf eine nach links oben gerichtete schwarze Kreuzstange haltend, daran eine an einem Querholz befestigte fallende Flagge (Vexillum), mit aufwehendem, die Flaggenrückseite zeigendem Saum, darin in Silber ein rotes Balkenkreuz.
103. ↑  Rommersheim: Schräggeteilt, oben in Gelb ein rotes Ankerkreuz, unten in Grün ein silberner Balken, belegt mit 3 schwarzen Vögeln.
104. ↑  Schönecken: Unter silbernem Schildhaupt mit rotem Zinnenschnitt von Silber über Rot schräglinks eingeteilt, oben ein schwarzes Albkreuz, unten ein silbernes Schildchen.
105. ↑  Schwirzheim: Geteilt durch blau-silbernen Wellenschrägbalken; vorn in Silber ein grüner geflügelter Drachen, gekrümmt auf dem Rücken liegend, hinten in Rot ein silberner, gezinnter Turm mit schwarzen Fenstern, begleitet von einem silbernen Schild.
106. ↑  Sellerich: Von Silber und Rot geteilt. Oben in Silber vier grüne Eichenblätter nebeneinander, unten in Rot ein silberner Pflug.
107. ↑  Wallersheim: Unter silbernem Haupt mit drei roten Kugeln in Rot eine silberne Kirchenfahne belegt mit rotem Kreuz.
108. ↑  Watzerath: Zwei silberne Fische auf blauem Grund.
109. ↑  Wawern: Unter einem durch Wellenschnitt von Gold und Blau abgeteilten Schildhaupt in Silber vier kreuzweise angeordnete rote Rauten.
110. ↑  Winterspelt: Schild von Rot vor Silber gespalten, vorn ein goldener Sparrenbalken, hinten ein aufrechtes, rotes Flammenschwert mit schwarzem Griff.
111. ↑  Verbandsgemeinde Speicher: Innerhalb goldenem Schildbord in Schwarz eine eingeschweifte rote Spitze, darin eine wachsende goldene Ähre; vorne ein goldener Krug, hinten ein goldenes Töpferrad.
112. ↑  Auw an der Kyll: Schräglinksgeteilt von Silber und Blau, oben ein aus der Teilung wachsender roter geflügelter Drache, unten eine silberne Lilie.
113. ↑  Beilingen: Im schräglinks geteilten Schild vorn in Silber ein wachsendes rotes Vortragetatzenkreuz, im Balkenkreuzpunkt mit einem goldenen Stein belegt, hinten fünfmal von Gold und Rot schräg rechts geteilt.
114. ↑  Herforst: Von Gold über Grün geteilt, oben ein durchgehendes, gekerbtes rotes Kreuz, unten ein goldener Eichenzweig mit Eichel.
115. ↑  Hosten: Von Silber über Blau geteilt, oben an grünem Stängel drei blaue Flachsblüten mit goldenem Butzen, unten ein goldenes Spitzeisen.
116. ↑  Orenhofen: Von Silber über Blau schräglinks geteilt, vorn eine blaue schrägrechts gewendete Pfeilspitze, hinten eine goldene Rose.
117. ↑  Philippsheim: Von Blau über Silber geteilt, oben ein silberner Fisch, unten ein schwarzes Steinmetzzeichen in Form eines Vierkopfschaftes mit Doppelsturzsparrenfußschaft.
118. ↑  Preist: Von Silber über Blau schräglinks geteilt; vorne eine blaue Kornblume; hinten innerhalb eines goldenen Ringes ein ebenfalls goldenes Albkreuz.
119. ↑  Spangdahlem: In Silber ein durchgehendes rotes Balkenkreuz, belegt mit blauem Herzschild, darin ein weißer Turm mit Anbau und schwarzem Turmkreuz und auf den Querbalkenenden aufgestecktem Kreuz.
120. ↑  Speicher: In Schwarz eine eingeschweifte rote Spitze, darin eine wachsende goldene Ähre; vorne ein goldener Krug, hinten ein goldenes Töpferrad.
121. ↑  VG Südeifel: „Schild schwarz bordiert, in Silber ein blauer Wellenbalken schräglinks, vorn ein dreizinniger roter Turm mit schwarzem Tor, hinten ein rotes Glevenkreuz.“
122. ↑  Alsdorf: „Unter blauem Schildhaupt, darin eine vierbogige Brücke in Silber, gespalten durch eine eingeschweifte rote Spitze, belegt mit einem silbernen Lindenblatt, rechts ein rotes Hochkreuz, links eine rote Kreuzblume.“
123. ↑  Ammeldingen an der Our: „In Rot unter einem silbernen Wellenbalken zum Schildhaupt ein betagleuchtetes goldenes Kapellenwestwerk mit Dachreiter.“
124. ↑  Ammeldingen bei Neuerburg: „Schild gespalten; vorne in Silber ein durchgehendes rotes Kreuz, belegt mit silbernem Schildchen, darin ein schwarzer Schrägbalken; hinten in Rot ein goldener Spaten und ein silbernes Beil schräg gekreuzt.“
125. ↑  Berkoth: „Schildhaupt in Rot mit vier silbernen Zinnen. Darunter dreigeteilter Schild mit Flanke rechts in Grün und Pfeil in Silber, mit Herzpfahl in Silber und Birke in Grün. Linke Flanke in Grün mit silberner Axt.“
126. ↑  Biesdorf: „Schild gespalten, vorne in Silber ein rotes Buch mit roter Mitra und roter Krümme, darüber rotes Kirchenmodell; hinten 9-fach von Blau und Silber geteilt, in der Mitte belegt mit rotem Schild, darin ein silberner Balken.“
127. ↑  Bollendorf: „Wappen gespalten von Silber und Gold, vorne am Spalt ein halber, rotbewehrter schwarzer Adler, hinten ein schwarzes Balkenkreuz.“
128. ↑  Dauwelshausen: „Silber, gespalten durch schräglinken roten Balken, dieser belegt mit je zwei goldenen Eichenblättern und Eicheln (1:1:1:1), vorn schwarzer Wegweiser mit zwei Längstafeln, hinten blaue Kugel, belegt mit goldener Bogenleiste, begleitet von vier symmetrischen, gleichschenkligen schwarzen Dreiecken.“
129. ↑  Echternacherbrück: „Im roten Schildhaupt eine vierbogige silberne Brücke mit gleichfarbigem Standbild. Darunter im silbernen Hauptschild eine schwarze Kapelle mit Vorbau und Glockentürmchen in Vorderansicht. Zwei Fenster, Tür und Turmluken in Silber, dazu zwei flankierende heraldische rote Lilien, die mit je einem silbernen Kreuz belegt sind. Unten eine blaue Fläche, welche in Wellenform bekrönt ist.“
130. ↑  Eisenach: „In Silber, gespalten durch eine eingeschweifte rote Spitze, belegt mit einem sechsstrahligen goldenen Stern über goldenem Balken im Schildfuß, rechts eine rote Fibel in Form eines Kantenwürfels, links ein geschliffenes rotes Kreuz.“
131. ↑  Emmelbaum: „Unter blau über silber durch Zinnenschnitt geteiltem Schildhaupt, drei silberne Zinnen bildend, rot, vorn silberne Windmühle, hinten über silbernen gekreuzten Schlüsseln, Bärte abwärtsgewendet, abgeschnittener silberner Pferdekopf.“
132. ↑  Ernzen: „In Silber eine schräglinke, blaue Wellenleiste, überdeckt von einem schwarzen antiken Tempel, der auf einem schwarzen Altarblock steht und in seiner offenen Mitte eine rote heraldische Lilie zeigt, die mit einem silbernen Kreuz belegt ist.“
133. ↑  Ferschweiler: „In Silber ein blauer Schräglinksbalken, belegt mit silbernem Schwert. Oben ein grüner Ilexzweig mit vier roten Beeren, unten ein rotes Glevenkreuz.“
134. ↑  Geichlingen: „Durch blaue Leiste geteilt und oben gespalten, vorn rot-weiß-rot waagerecht gestreift, hinten in weiß ein rotes Glevenkreuz, unten in weiß ein schwarzer Rost.“
135. ↑  Gemünd: „In Rot über silbernem, mit zwei blauen Wellenleisten belegtem Schildfuß eine silberne Kirche mit schwarzen Fenstern, den Turm links.“
136. ↑  Gilzem: „Silber, durch eine rote schräglinke Leiste geteilt, die mit vier Getreideähren in Gold belegt ist. Rechts eine Anlehnung an das kurtrierische Wappen mit rotem Kreuz und links ein stilisierter roter auffliegender Vogel.“
137. ↑  Heilbach: „Unter Schildhaupt, von Silber über Schwarz: durch Winkelschnitt zum Bord geteilt, zweimal gespalten, 1. in roter Flanke aus zweistufigem Sockel, konvexem Schaft und schmalem Tatzenkreuz bestehendes goldenes Wegekreuz, 2. in Silber blauer Wellenbalken, 3 in groner Flanke goldener Ginsterstrauch.“
138. ↑  Holsthum: „Silber, geteilt durch eine blaue Wellendeichsel, oben eine rote heraldische Lilie belegt mit einem silbernen Kreuz, vorn ein roter Portikus bestehend aus einem Dreiecksdach und sechs Säulen, hinten eine rote, fallende Hopfendolde.“
139. ↑  Hommerdingen: „ Rot durch aufsteigende eingebogene silberne Spitze, darin blaue Fontäne aus rotem Brunnenbecken mit je vier seitlichen Kaskaden, gespalten, rechts silbernes Glevenkreuz, links silberne Balkenwaage.“
140. ↑  Hüttingen bei Lahr: „Gespalten und vorn geteilt, oben in blau drei goldene Weizenähren, unten rot-silber-rot waagerecht gestreift, hinten in silber ein rotes Kirchenwestwerk mit schwarzem Tor, Fenster, Schallloch und Turmdach.“
141. ↑  Irrel: „In Silber ein blauer schräglinker Wellenbalken, oben begleitet von einem grünen Erlen-Blatt, unten von einer roten heraldischen Lilie.“
142. ↑  Karlshausen: „Schild geteilt, unten gespalten; oben in Blau goldene Karlskrone mit roten Steinen; unten vorne in Rot ein silberner Balken, hinten in Silber ein rotes durchgehendes Kreuz, belegt mit silbernem durchgehenden Leistenkreuz.“
143. ↑  Kaschenbach: „In Silber, rechts rot flankiert, belegt mit einer goldenen Ähre, links grün flankiert, belegt mit einem goldenen Vogelkirschenblatt, ein schwarzer Schlußstein in Form eines Sternkreuzes mit halbkugeligen Verdickungen an den Kreuzarmansätzen, belegt mit Schäferhut über Schäferstab und Trinkflasche in Silber.“
144. ↑  Körperich: „In Gold ein roter Schräglinksbalken mit drei weißen Malteserkreuzen nach der Figur belegt und von zwei roten Lilien begleitet.“
145. ↑  Koxhausen: „Schild zweimal gespalten, vorne in Silber ein schwarzer Balken, hinten in Rot ein silberner Balken, in der Mitte in Gold ein senkrecht und waagerecht getrenntes schwarzes Hochkreuz mit roter Schlange.“
146. ↑  Kruchten: „Schräglinks geteilt in Weiß und Rot mit einem Lilienendenkreuz in verwechselten Farben.“
147. ↑  Lahr: „Unter goldenem Schildhaupt, darin blaue Wellenleiste, von Rot über Silber schräglinks geteilt, vom schräglinke silberne Armbrust, hinten drei schräglinke eingekerbte Tatzenkreuze mit rotem Pfahl und blauen Balken.“
148. ↑  Leimbach: „Geviert, 1, 4 silber, 2, 3 rot; I, 4: blauer Wellenbalken, 2: drei goldene Ähren; 3: goldener Eimer.“
149. ↑  Menningen: „Silber, geteilt durch einen blauen Wellengöpel, dieser im Schildhaupt belegt mit einer roten dreibogigen Brücke, rechts eine rote heraldische Lilie, belegt mit einem silbernen Kreuz, links ein betagleuchteter Turm mit Satteldach, im Schildfuß ein nimbiertes Grabkreuz, belegt mit einer silbernen Schwurhand.“
150. ↑  Mettendorf „Im gespaltenen Schild vorne in Rot ein silberner Balken, hinten in Silber ein blau-rot geteiltes Malteserkreuz“
151. ↑  Minden: „Silber, durch eine blaue Quellendeichsel geteilt; oben eine zweibogige rote Brücke, rechts eine rot-silberne Magierfibel, links eine rote heraldische Lilie, belegt mit einem silbernen Kreuz.“
152. ↑  Nasingen: „Unter silbern-rotem, mit zwei Zinnen geteiltem Schildhaupt in silber ein schwarzer Pflug, in blauem Schildfuß eine dreizackige goldene Krone.“
153. ↑  Neuerburg: „Silbern und gespalten, vorne schwarzes enges Schräggitter, belegt mit einem silbernen Schild, darüber ein schwarzer rechter Faden, hinten ein roter, schwarz gemauerter, zinnenbewehrter Turm mit offenem Eingang.“
154. ↑  Niederweis: „Schild silber geviert durch ein rotes Kreuz belegt mit einem goldenen Glevenkreuz, in 1 eine schrägrechte blaue Schwurhand, in 2 ein schräglinkes schwarzes Blatt, in 3 eine schräglinke schwarze Ähre, in 4 ein schrägrechter blauer Wellenbalken.“
155. ↑  Nusbaum: „Schild schräggeteilt, vorne in Rot ein goldener Schlüssel, hinten in Silber ein schräg schwarzes Menhir-Kreuz.“
156. ↑  Peffingen: „Geviert durch ein gold-rotes Pfeilspitzenkreuz in verwechselten Farben, 1 und 4 rot, 2 und 3 silber mit blauem Wellenbalken.“
157. ↑  Plascheid: „Unter durch silber-schwarz-silberne Leiste unterstütztem, silber über grün durch Zinnenschnitt geteiltem Schildhaupt, mit roter Doppelflanke silber, darin schwarzes Wegkreuz mit Sockel, verjüngtem Schaft und gerahmtem Hochkreuz.“
158. ↑  Prümzurlay: „In silber ein goldgezungt- und -bewehrter steigender roter Löwe, im Schildhaupt ein blauer, oben gezinnter Balken, im Schildfuß ein blauer Wellenbalken.“
159. ↑  Rodershausen: „In Silber eine schwarze Reisetasche mit Tragband schräggekreuzt mit schwarzem Wanderstab, belegt mit schwarzem Hut, der eine goldene Muschel zeigt, beidseits begleitet von roter Doppelflan.“
160. ↑  Roth an der Our: „In Rot drei weiße Malteserkreuze.“
161. ↑  Schankweiler: „In Rot ein silberner, siebenfach gestufterTreppengiebel, belegt mit einer roten, silbern betagleuchteten Kapelle mit Dachreiter über blauem Wellenbalken, begleitet rechts von einem silbernen Becher, links von einem silbernen Eichenblatt mit drei silbernen Eicheln.“
162. ↑  Scheuern: „ Rot geteilt durch silbernen Schrägrechtsbalken, dieser belegt mit schwarzer Kapelle mit drei silbernen Fenstern, Turm rechts mit zwei silbernen Schalllöchern und silbergerahmtem Eingang, links davon ein schwarzer Pflug, vorne eine goldene Ähre am zweiblättrigen Halm, hinten ein goldenes Eichenblatt mit Eichel am Stengel.“
163. ↑  Sevenig bei Neuerburg: „Unter silber-schwarz im Zinnenschnitt geteiltem Schildhaupt mit vier schwarzen Zinnen, Silber durch blauen, erniedrigten Wellenbalken geteilt, darüber rechts mit roter Ulme, links mit roter Kapelle mit Dachreiter und silbernem Eingang und Oculus belegt, im Schildfuß ein grüner Hügel.“
164. ↑  Sinspelt: „Im blauen Schildhaupt ein goldener Turnierkragen, darunter gespalten vorn in Rot ein silberner Balken, hinten in Gold ein zusammengefügter Krug in Schwarz.“
165. ↑  Uppershausen: „Unter gold über rot durch Zinnenschnitt geteiltem Schildhaupt, von silber über blau geteilt, oben ein linksgewendeter schwarzer Wendepflug, unten eine dreizackige goldene Krone.“
166. ↑  Utscheid: „Schild durch aufsteigende, eingebogene, erniedrigte Spitze, darin in Blau ein silbernes Schildchen mit schwarzem Schrägbalken, gespalten; vorne in Silber ein roter Turm mit schwarzem Turmhelm, hinten in Rot ein senkrechter goldener Schlüssel.“
167. ↑  Wallendorf: „Gespalten von Rot und Gold vorne ein silberner Balken, hinten am Spalt ein halber rotbewehrter und -gezungter schwarzer Adler.“
168. ↑  Weidingen: „Unter blauem Schildhaupt, darin eine goldene vierzackige Krone mit roten und blauen Halbedelsteinen, schräglinks geteilt, vorn in silber ein gegabelter grüner Weidenzweig, hinten in blau eine goldene Kirche mit schwarzen Fenstern und Apsis, den Turm links.“
169. ↑  Zweifelscheid: „Von Gold über Rot über silbernem Schildfuß mit blauem Wellenbalken durch schräglinke rot-silberne Leisten geteilt, oben schwarzes, dreifach gezinntes Tunnelportal mit silbernem Tunnel, unten drei goldene Ähren.“
170. ↑  Verbandsgemeinde Bitburg-Land: „Schild silbern bordiert. In goldenem Schildhaupt ein roter, fünflätziger Steg, darunter in Blau, ein in vier Winkel zerlegtes goldenes Ankerkreuz“
171. ↑  Verbandsgemeinde Irrel: „In Silber ein blauer Schrägrechts-Wellenbalken mit rotem Glevenkreuz belegt.“
172. ↑  Verbandsgemeinde Kyllburg: „Im weißen, durch roten Balken geteilten Schild, oben ein Schild, der durch ein durchgehendes rotes Kreuz geviert ist; 1 und 3: In Silber das rote kurtrierische Kreuz; 2 und 4: In Schwarz 3 (2:1) weiße Tatzenkreuze. Im unteren Schild in Blau eine silberne Kirche mit rotem Dach und rotem Dachreiter. Beiderseits desselben je ein schwebender silberner Schild mit durchgehendem roten Kreuz.“
173. ↑  Hisel: Schild von Rot über Silber schräglinks geteilt, links oben ein silbernes Lilienkreuz, rechts unten zwei rote Haselnüsse mit Zweig und Blatt.